# 南総里見八犬伝の登場人物
南総里見八犬伝の登場人物（なんそうさとみはっけんでんのとうじょうじんぶつ）は、曲亭馬琴の読本『南総里見八犬伝』に登場する架空の人物（架空の動物や妖怪も含む）のうち主要なものの一覧である。歴史上実在する人物をもとにした人物も登場するが、フィクションである『八犬伝』内の記述とは区別する。史実の事績は当該の項目を参照すること。

## 八犬士
物語への登場順に記載している。
物語を主導する八人の青年達。
共通して「犬」の字を含む名字を持つ彼らは、仁・義・礼・智・忠・信・孝・悌の文字のある数珠の玉（仁義八行の玉）を持ち、牡丹の形の痣を身体のどこかに持っている。関八州の各地で生まれた彼らは、それぞれに辛酸を嘗めながら、因縁に導かれて互いを知り、里見家の下に結集する。そして、関東対戦（対管領戦）の勝利に貢献した後、里見家二代当主・里見義成の八人の娘をそれぞれ妻とし、城を与えられ重臣となる。八人には子供も生まれた。時は流れ、明応9年（1500年）、犬士たちの痣や珠の文字は消え、奇瑞も失われた。白濱延命寺にて里見季基六十年忌・義實十三年忌の後、八人は丶大の要望で安房の四周に配する仏像の眼として数珠玉を返上する。
里見家第三代当主・義通が没すると、高齢になった犬士たちは子供達（二世八犬士）に家督を譲り富山に籠った。その二世八犬士は義通の弟である里見家第四代当主・実堯に仕えた。ある時、二世八犬士が八犬士が住む富山の庵を訪れたが、八犬士は里見家に内乱が起こることを予告、二世八犬士に他郷に去るように諭し、消えていった。彼らは仙人となったことが示唆されている。その予告を聞いた二世八犬士は実堯に病をかこつけ暇乞いをし許され、他郷に走る。
そして八犬士の予告通り、実堯とその甥で三代当主・義通の子であり、実堯が家督を譲った第五代当主・義豊との間に内乱（天文の内訌）がおこる。その内乱は義豊が実堯を殺害し、義豊が実堯の子である義堯に敗れたことで終結。義堯が里見家第六代当主となる。
二世八犬士の子供達である三世八犬士（大半が八犬士の子供同士が結婚してできた世代、道節の子供五人と毛野の子供二人は他の犬士の子供と結婚しなかった）は義堯の代になり、再び里見家に仕えた。

### 犬塚信乃

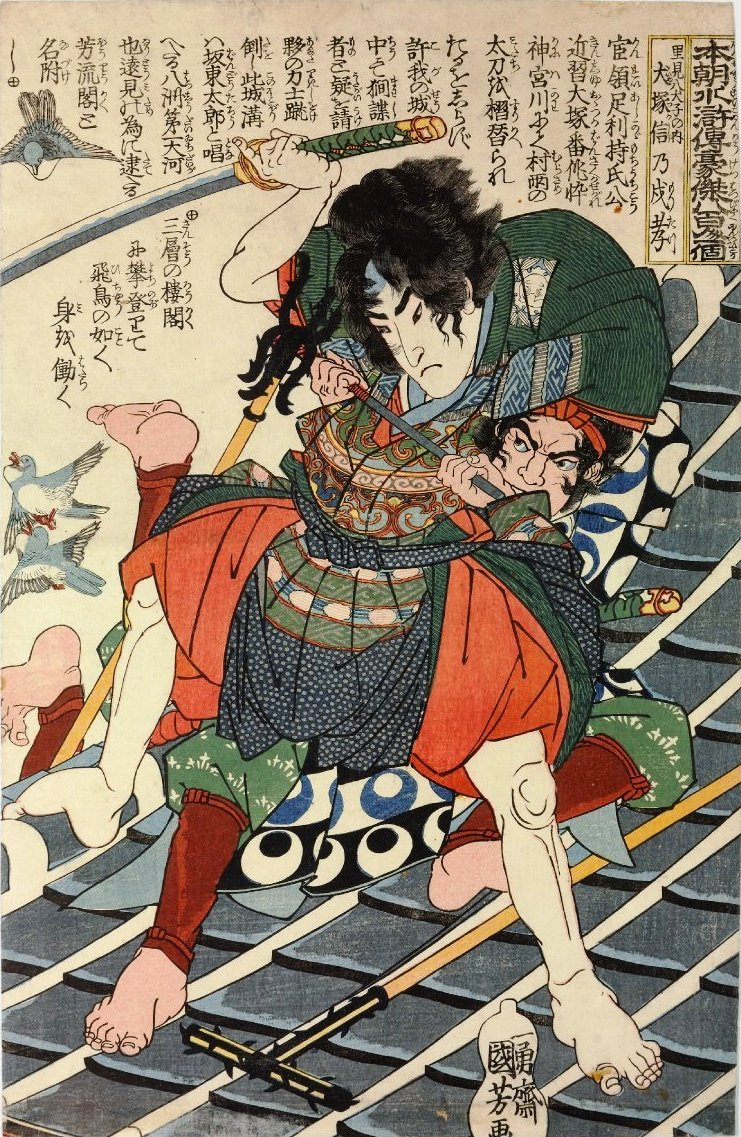
歌川国芳「本朝水滸傳豪傑八百人一個・里見八犬子の内犬塚信乃戍孝」

- 犬塚 信乃 戍孝（いぬづか しの もりたか）
- 孝の珠を持つ。左腕に牡丹の痣。

長禄4年（1460年）7月戊戌の日、武蔵大塚で生まれる。父は犬塚番作、母は手束（たつか）。使用する太刀は足利家の宝刀・村雨丸、脇差は桐一文字。
番作夫婦には3人の子があったが、いずれも育たずに夭折している。手束が子を願って滝野川の弁才天に参拝した帰り道で神犬に騎乗した神女（伏姫神）に遭遇し珠を授けられるが、この時は取りこぼしてしまい、代わりに傍らにいた仔犬（与四郎）を連れて帰る。その後出産したのが信乃である。元服まで性別を入れ替えて育てると丈夫に育つという言い伝えに母が願いを託したため、女名をつけられ、女装されながら育てられた。作中の番作の説明によれば、「しの」は「長いもの」を意味する古語であり、また番作夫婦が出会った信濃国に通じる。
信乃が幼いときに母と死に別れる。文明2年（1470年）、信乃が11歳のときに父が「御教書破却事件」で自害する。信乃は父の後を追おうとし、瀕死の与四郎犬を介錯した際、その首から飛び出した珠が腕に当たり、痣が生じた。番作の遺言に従い、大塚蟇六・亀篠夫婦に引き取られ、その養女・浜路を許婚とした。また、大塚家に下男として使役されていた額蔵（犬川荘助）と同じ縁にあることを知る。
村雨は父の自害の際に渡された。いつの日か足利家に返すことを願っているが、伯母夫妻はこれを奪取しようと図っている。文明10年（1478年）、19歳になった信乃は、浜路の懇請（浜路口説き）を振り切って許我に旅立つものの、村雨はすりかえられていた。このため許我では間者と思われ、芳流閣で犬飼現八と組討を演じる。以後、行徳の古那屋で破傷風を患い、山林房八夫妻の犠牲により蘇生した。荒芽山で犬山道節から村雨を返却されて以降は再びこれを佩刀とする。甲斐では浜路姫と出会い、その身体を借りた亡き許婚の浜路の魂から想いを伝えられる。鈴茂林の仇討ちに便乗した扇谷定正との戦いでは、五十子城を攻め落とし、民衆のために倉を開放して墨書を残した。
管領戦では犬飼現八とともに国府台に出陣し、山内顕定・足利成氏と対戦。大穴に落ちた犬江親兵衛の危機を救って、房八夫妻による蘇生の恩に報いた。また「火猪の計」を用いて勝利を収め、成氏を捕虜とした。戦後、帰還する成氏に村雨を献上して父子三代の宿願を果たす。朝廷から信濃介に叙せられた。里見家の五女・浜路姫（1468年 - ?）を妻とし、東条城主となった。浜路姫との間に二男二女を儲ける（犬塚信乃戍子（妻に犬江親兵衛の娘・甫（はじめ）、子に犬塚信乃（三世））、大塚番匠戍郷（武蔵国大塚郷士）、娘（犬川荘助則任の妻、犬川荘助（三世）の母）、娘（犬田小文吾理順の妻、犬田小文吾（三世）の母）の四人）。
読者の前に最初に姿を現す犬士であり、生い立ちが詳述されていることからも、八犬伝前半の主役と言える。また、父方・母方ともども結城合戦において関東公方家に殉じた忠義の士である事から、八犬士の中でも別格扱いにされる事が多く、二次創作では主役を務める傾向にある。

### 犬川荘助

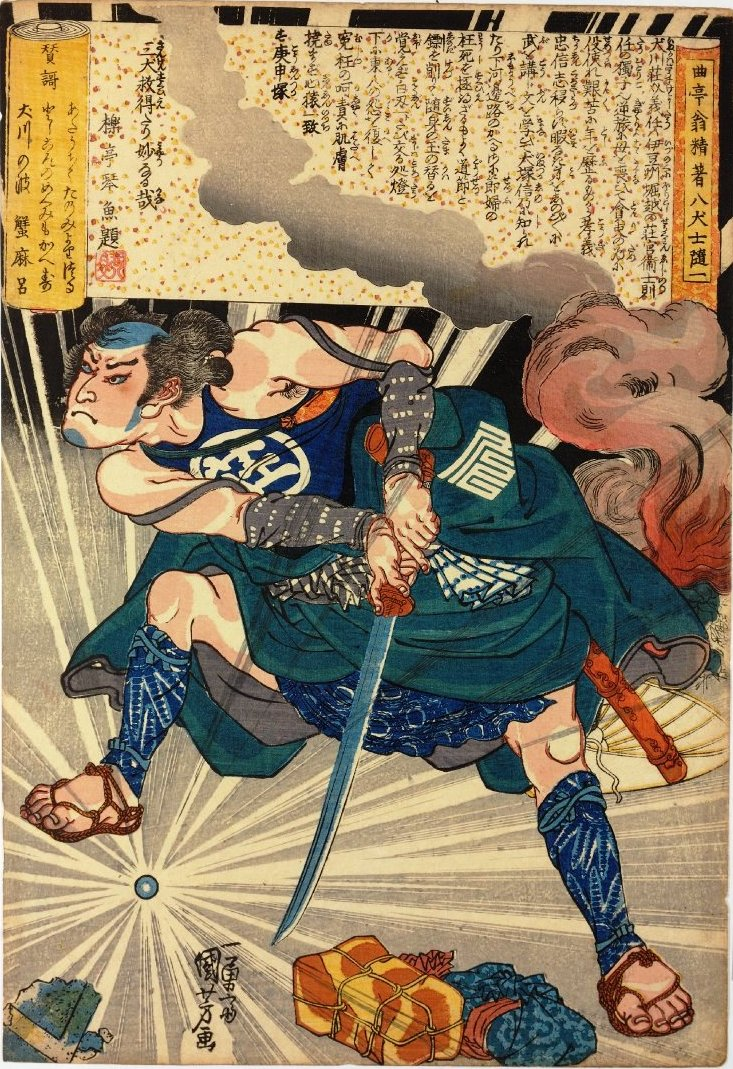
歌川国芳「曲亭翁精著八犬士随一・犬川荘介」

- 犬川 荘助 義任（いぬかわ そうすけ よしとう）
- 義の珠を持つ。背中に牡丹の痣。

長禄3年（1459年）12月1日、伊豆生まれ。幼名は荘之助。父親は北条の荘官・犬川衛二則任。「荘介」の表記もある。
寛正6年（1465年）、父が主君足利政知（→史実：足利政知）の勘気に触れて切腹。里見家に仕官している母の従兄、蜑崎輝武を頼って母とともに安房国に向かうが、その途中の大塚で母親が行き倒れる。以来、大塚家の下男として酷使され、忍従の日々を送っていた。下男としての名は額蔵（がくぞう）。
文明2年（1470年）、12歳のときに大塚家に引き取られた信乃に世話役兼監視役としてつけられる。信乃ははじめ荘助に心を許さなかったが、信乃が自分と同じ痣と珠を持っていることを知った荘助は、出自を明かして義兄弟の契りを結ぶ。蟇六夫婦の手前、表向きはよそよそしく振る舞ったが、密かに信乃と武芸を競い、その書籍で学んだ。文明10年（1478年）6月、許我に旅立つ信乃を見送った帰り、円塚山で犬山道節と遭遇。大塚に戻ると主人蟇六夫婦が陣代簸上宮六らに殺されており、額蔵は主人の仇を討つこととなった。捕らえられた額蔵は主人殺しの罪を着せられて処刑されかけるが、信乃・小文吾・現八に救出される。十条兄弟の犠牲を払い、荒芽山を目指しての逃避行の中で下男としての「額蔵」の名を捨て、武士として「犬川荘助義任」と名乗りを改める。
荒芽山で離散ののち、越後では小文吾と再会してその危機を救う。越後を治める箙大刀自に捕らえられるが、賢臣稲戸津衛に救われる。津衛は堀越公方家の旧臣であり、荘助の父・衛二と縁故があった。
対管領戦では小文吾とともに行徳口を防衛。長尾家の軍勢を率いる稲戸津衛と対陣するが、三舎を避けて恩に報いた。また、扇谷家の重臣で大塚の領主である大石憲重を捕らえている。戦後は小長狭城主となり、里見家の二女・城之戸姫（1467年 - ?）と結婚した。城之戸姫との間に一男二女を儲ける（犬川荘助則任（妻に犬塚信乃の娘、子に犬川荘助（三世））、娘（大塚番匠戍郷の妻）、娘（蜑崎十一郎照文の孫と結婚）の三人）。
八犬士随一の苦労人と見なされる。

### 犬山道節

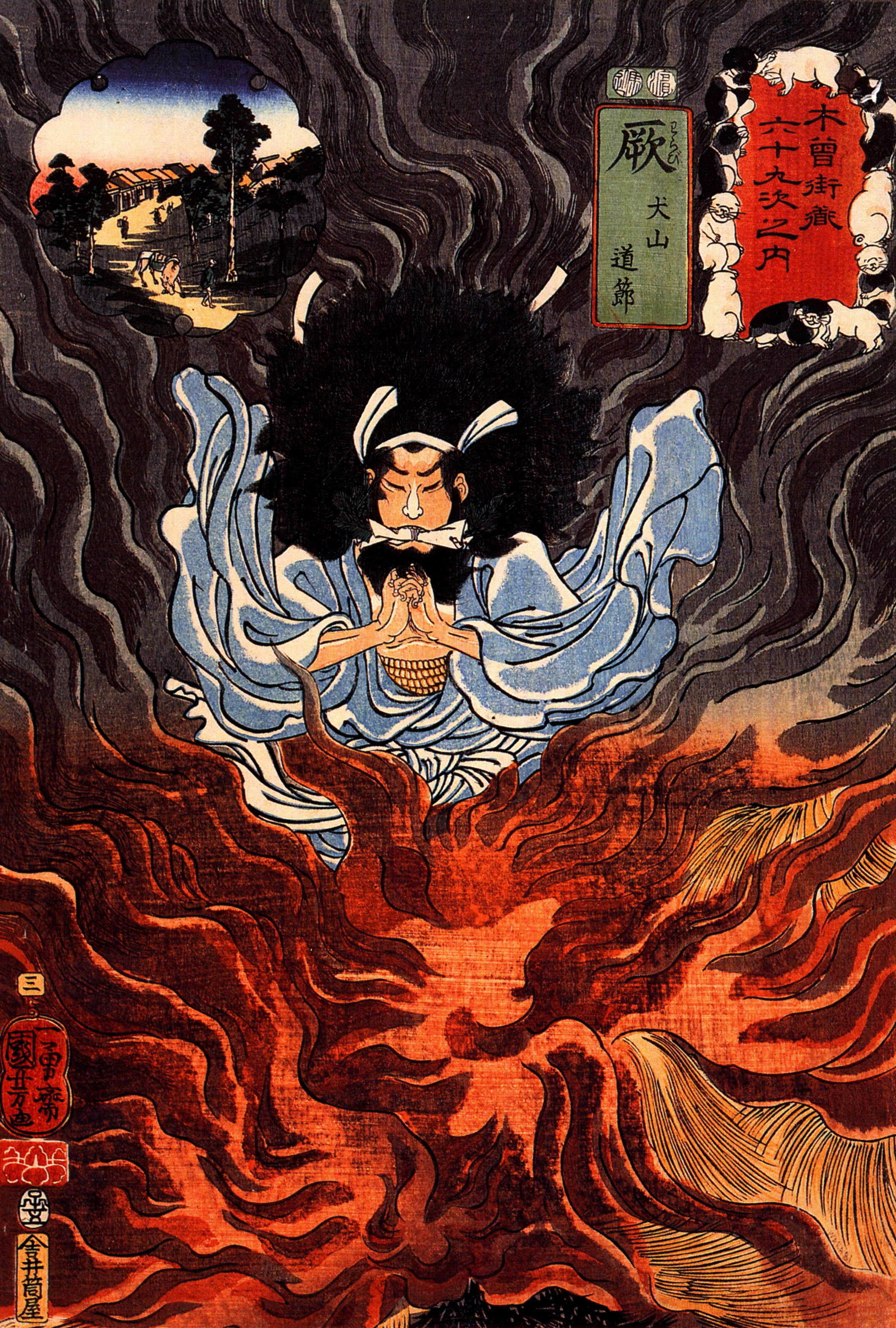
歌川国芳「木曽街道六十九次之内・蕨　犬山道節」（1852年）。本シリーズは中山道の宿駅と様々な物語とを掛け合わせた趣向。「藁」と「火」にかけた地口で、原作中に蕨宿は登場しない。

- 犬山 道節 忠与（いぬやま どうせつ ただとも）
- 忠の珠を持つ。左肩に牡丹の痣。

長禄3年（1459年）9月、武蔵国豊島郡生まれ。父は煉馬家重臣・犬山道策貞与。浜路の異母兄。
生まれながらに左肩に瘤があった。幼少時に父の妾（浜路の母）に毒殺されたが、墓の中で蘇生した。乳母は音音である。犬山家が仕えた煉馬氏は豊島氏とともに扇谷定正らに滅ぼされ、父も討死したため、姨雪世四郎・十条兄弟らとともに扇谷定正を仇として執拗に付け狙うことになる。
道節は家伝の書を研究し火遁の術を使いこなしており、本郷円塚山での初登場時には、寂莫道人肩柳（じゃくまくどうじん　けんりゅう）と名乗る火定（修験者）を装って軍資金を集めていた。網乾左母二郎から村雨を奪取し、浜路の最期を看取っている。荘助と斬り合った際、切り裂かれた道節の左肩の瘤から珠が飛び出し、荘助の手に渡るとともに、荘助の珠を手に入れている。上州白井で村雨を用いて扇谷定正を討とうとするが、巨田助正の策によって失敗。荒芽山の音音の家で四犬士と合流し、自らも犬士として自覚すると火遁の術を棄てた。このとき、荘助と互いの珠を返し、村雨を信乃に返している。
離散後は甲斐で物語に再登場し、犬塚信乃と浜路姫を救出。犬坂毛野の仇討ちを知るとこれに乗じて扇谷定正を狙い、里見家に仕官したのちの対管領戦では洲崎口の防禦使として扇谷定正を追い詰めるが、いずれも失敗に終わっている。後に里見義成の四女・竹野姫（1468年 - ?）と結婚。三男二女を儲ける（犬山道節中心（子に犬山道節（三世））、落鮎余之八有与（落鮎余之七有種の娘婿）、三郎（後に出家して道空と名乗り、延命寺三代目住持となる）、娘（二世十条力二郎の妻）、娘（二世十条尺八郎の妻）の五人）。
扇谷家への復仇の一念のあまり、短気・短慮でトラブルメーカーとしての描かれ方をされている。内田魯庵は、「知慮分別があり過ぎる」八犬士の中で、道節を「短気で粗忽で一番人間味がある」と評している。

### 犬飼現八

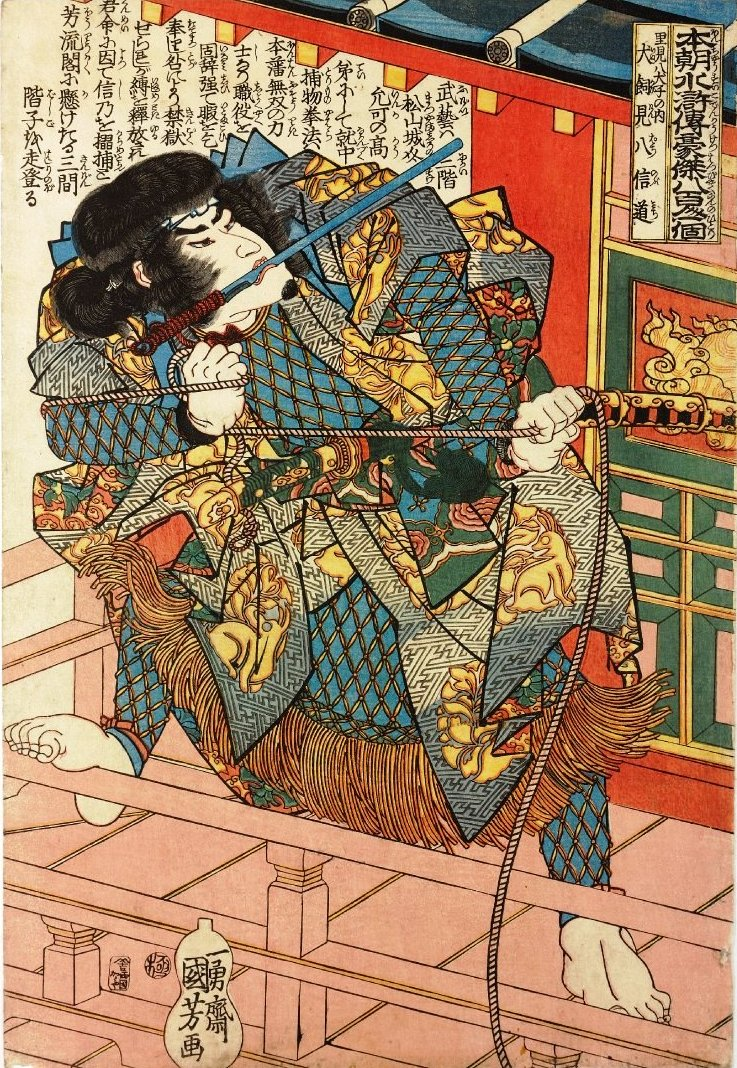
歌川国芳「本朝水滸傳豪傑八百人一個・里見八犬子の内犬飼現八信道」

- 犬飼 現八 信道（いぬかい げんぱち のぶみち）
- 信の珠を持つ。右の頬先に牡丹の痣。

長禄3年（1459年）10月20日、安房洲崎で漁師糠助の子として生まれる。幼名玄吉。
珠は、お七夜の祝いに糠助が釣った鯛の腹からあらわれた。母は産後の肥立ちが悪く病死、生活に窮した糠助が洲崎神社沖の禁漁区で漁をして死刑になるところ、領主里見家の伏姫・五十子の死による恩赦があり、安房を追放される。下総行徳にたどり着いた糠助が路頭に迷い親子心中を図った時、里見家に赴く任務の途中であった滸河公方家の走卒（飛脚役の足軽）・犬飼見兵衛に助けられ、引き取られることになった。見兵衛の定宿である古那屋にしばらく預けられ。小文吾の母から乳を与えられたため、小文吾とは乳兄弟である。見八と名づけられ、成長の後は二階松山城介という武術の達人に師事し、捕り物の名人として名を馳せていたが、獄舎番の職を放棄し成氏の怒りを買って牢獄につながれた。実父の糠助は武蔵大塚村に移って犬塚信乃の隣人となり、死の間際に珠と痣を持つ玄吉の存在を信乃に告げていた。信乃と現八は芳流閣で相見える。行徳で珠に連なる奇縁を知り、名に玉偏を加えて「現八」に改める。
荒芽山の離散の後、庚申山で化け猫退治にかかわり、犬村大角を知る。管領戦では国府台に出陣し、長阪橋（ながさかばし）で小説『三国志演義』の張飛になぞらえた活躍をする。
後に里見義成の六女・栞姫（1469年 - ?）と結婚、三男一女を儲ける（犬飼現八言人（妻に犬村大角の娘、子に犬飼現八（三世））、犬飼見兵衛道宜（古河公方の足利成氏に仕える）、甘糟糠助（上総国望陀郡郷士）、長女（犬村大角儀正の妻、犬村大角（三世）の母）の四人）。

### 犬田小文吾

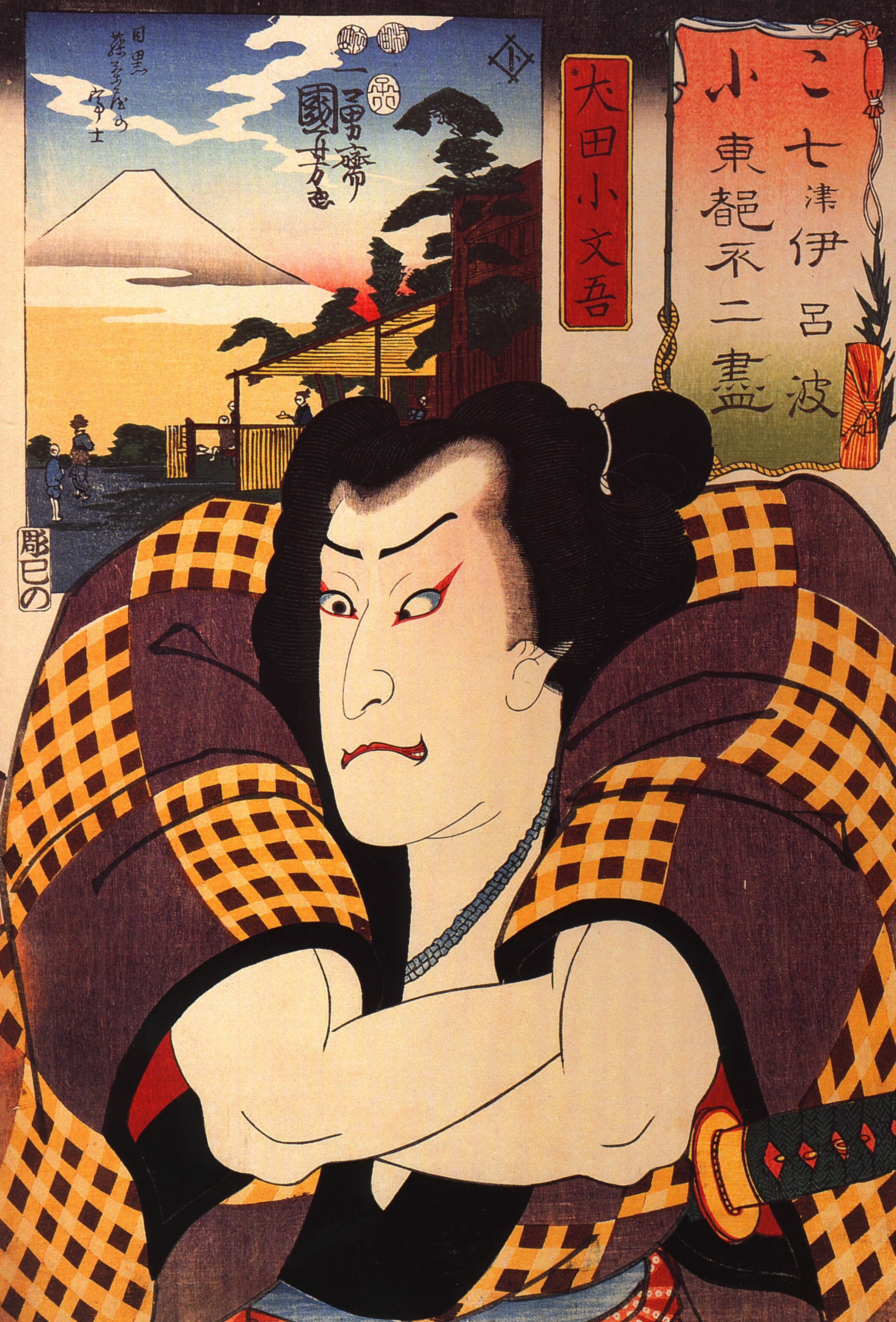
歌川国芳「七ツ伊呂波東都不二尽・犬田小文吾」

- 犬田 小文吾 悌順（いぬた こぶんご やすより）
- 悌の珠を持つ。尻に牡丹の痣。

長禄3年（1459年）11月20日、行徳の旅籠屋・古那屋文五兵衛の子として生まれる。犬江親兵衛は甥にあたる。巨漢であり、相撲を得意とする。
父は神余家に仕えた武家の那古氏出身だが、町人として暮らしていたため苗字を称さなかった。16歳のとき、行徳の町を荒らした犬太という悪人を義侠心から殺したため、「犬太殺しの小文吾」、これが転じて犬田小文吾と呼ばれるようになり、また自ら悌順の諱を定めて名乗ることになった。肉親の縁の薄い八犬士の中では実の親と暮らした期間が一番長いが、犬士となる代償として妹沼藺と義弟房八の死、父との離別を経験することになる。
荒芽山での離散後、武蔵国で毒婦船虫と出会い、命を狙われる。馬加大記によって石浜城で幽閉されるが、旦開野こと犬坂毛野と邂逅する。越後小千谷では暴れ牛を取り押さえる活躍を見せるが、当地で山賊の妻となっていた船虫に命を狙われ、行き会った荘助とともに山賊を退治する。領主である箙大刀自に捕らえられるが、稲戸津衛に救われた。その後諏訪で毛野に行き会うなど、船虫・毛野とはとくに因縁が深い。
対管領戦では行徳口に出陣。千葉軍の豪傑2人と一騎討ちを演じる。戦後、里見家の末娘（八女）である弟（いろと）姫（1470年 - ?）と結婚、二男二女を儲ける（犬田小文吾理順（妻に犬塚信乃の娘、子に犬田小文吾（三世））、那古小七郎順明（妻は犬村大角の娘）、娘（犬江親兵衛如心の妻、犬江親兵衛（三世）の母）、娘（犬江屋大八の妻）の四人）。

### 犬江親兵衛

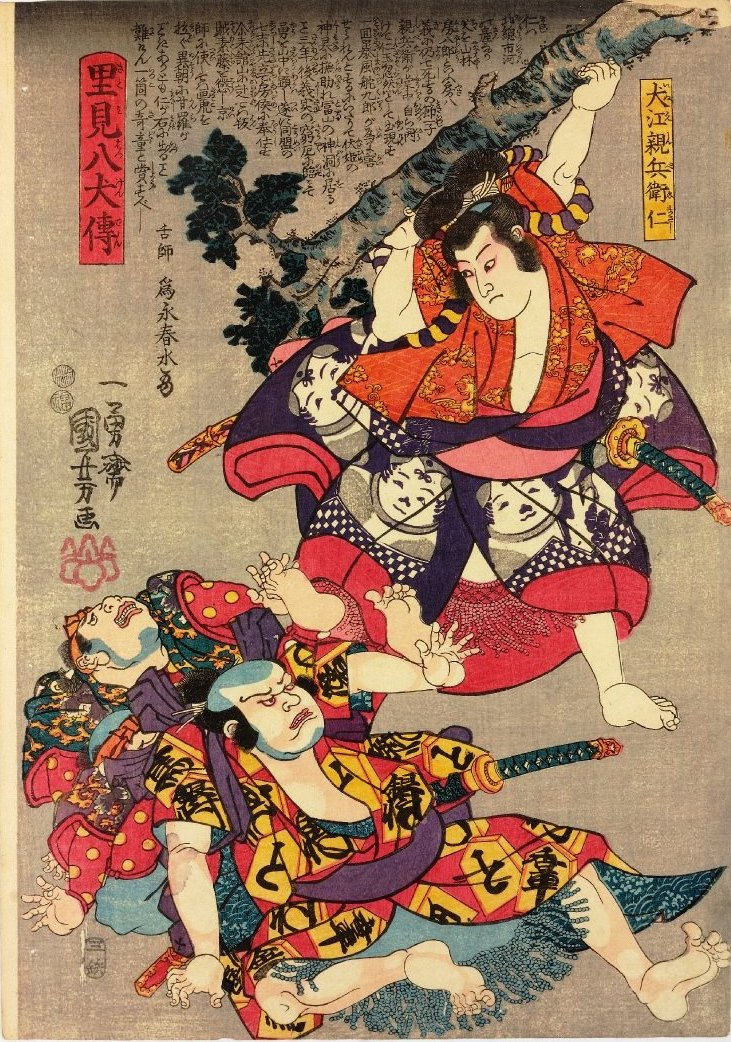
歌川国芳「里見八犬傳・犬江親兵衛仁」

- 犬江 親兵衛 仁（いぬえ しんべえ まさし）
- 仁の珠を持つ。脇腹に牡丹の痣。

文明7年（1475年）12月、下総国市川に生まれる。山林房八と沼藺の子で、小文吾は伯父にあたる。八犬士の中では最年少。
生まれつき左手が開かなかったが、これは沼藺が幼少の頃に飲み込んだ珠を握って生まれたためであることがのちに明らかになる。幼名は真平だったが、周囲に大八と渾名され、この名が定着した。この渾名は「片輪」の車という連想によるものであることが知られる。
初登場時は4歳。古那屋で房八と小文吾が争った際、房八に脇腹を蹴られて仮死状態に陥ったが、蘇生後に左手が開いて珠が現れ、房八に蹴られた脇腹に痣が生じたことで犬士であることが明らかになった。丶大は「真平」の名を「親兵衛」に改め、諱を「仁」とした。房八夫妻の死と親兵衛の犬士としての蘇生は「身を殺して仁を成す」を意味している。
丶大や妙真（房八の母）に連れられて安房に向かう途中悪漢に襲われたが、このとき神隠しに遭う。これは伏姫神によるものであり、親兵衛はその庇護のもと富山で育てられ、9歳ながら異様な成長を遂げて里見義実の前に再登場する。蟇田素藤の二度にわたる叛乱を鎮圧した。その後、結城の法要で七犬士と合流し八犬具足を果たす。京都に使者として赴いて武勇を示し、関東大戦では伏姫に与えられた神薬（善人のみに効果がある）で敵味方の戦死者を蘇生させた。物語後半の主役といえる。
儒教の徳目全てを体現した童子で、完璧なまでのヒーローである。それゆえか「八犬士の随一」を自ら称するなど高飛車な言動が目立つ。唯一の弱点は水練だったが、関東大戦への参加を前に霊夢の中で伏姫より習得した。大団円では安房館山城を与えられ、里見義成の長女で9歳年上の静峯（しずお）姫（1466年 - 1504年）と結婚、犬江真平（眞平）如心（犬江親兵衛如心。1492年生まれ。妻に犬田小文吾の娘、子に犬江親兵衛（三世））、犬江屋大八（1493年生まれ。犬江屋依介の養子。妻に犬田小文吾の娘）、長女（1496年生まれ。名は甫（はじめ）。犬塚信乃戍子の妻、犬塚信乃（三世）の母）の二男一女を儲けるが死別する。その後、独身を貫いた。

### 犬坂毛野

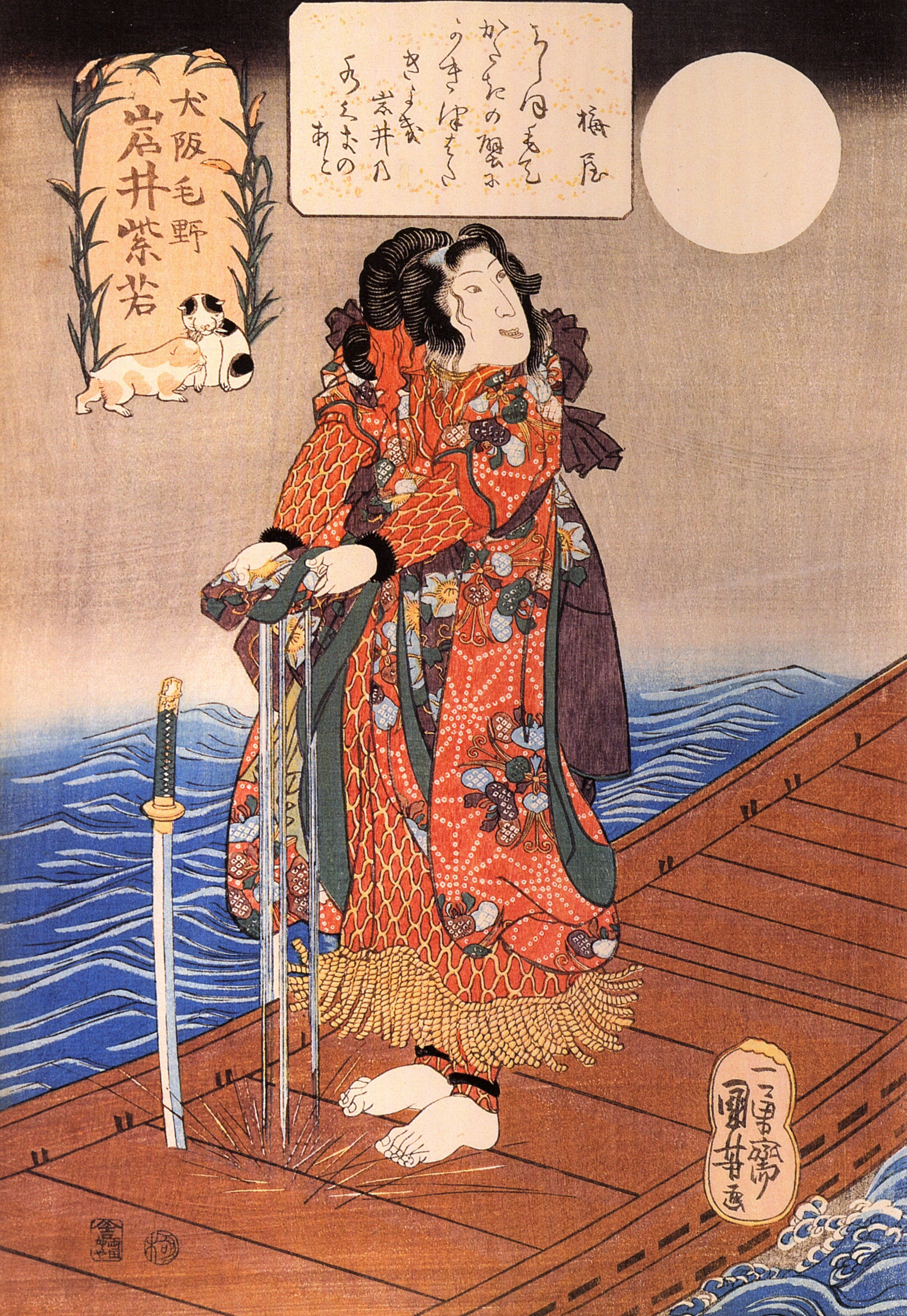
歌川国芳「犬阪毛野・岩井紫若」

- 犬坂 毛野 胤智（いぬさか けの たねとも）
- 智の珠を持つ。右肘から二の腕に牡丹の痣。

千葉氏の重臣・粟飯原胤度の妾の子。
馬加大記の策謀により、籠山逸東太の手で胤度は討たれ、粟飯原一族は滅ぼされた。馬加の討手を避けた母は相模箱根の犬坂村に逃れ、3年に及ぶ懐胎のあと、寛正六年（1465年）毛野が生まれた。母とともに女田楽の一座に入ったため毛野も女装で育てられ、旦開野（あさけの）と名乗っていた。女田楽師・乞食・放下師に姿を変え、父の仇である馬加大記と籠山逸東太を狙う。女性とも見紛う美貌の持ち主で、女田楽師旦開野として小文吾に結婚を申し込んだことがあり、小文吾は女性であることを疑わずに承諾している。
諏訪で再会した小文吾から犬士の因縁を聞かされ、玉と痣を持つことから犬士に連なることが確認されるが、籠山逸東太の仇討ちを優先して詩を残して去った。その後、蟹目前・河鯉守如らの知遇を得、扇谷家に仕えて龍山免太夫と名を変えた逸東太を討ち果たしたが、これに便乗して扇谷定正への復仇を図った犬山道節らの加勢によって蟹目前と河鯉守如は自害することになる。
八犬士随一の策士であり、関東大戦では里見軍の軍師を務めた。後に里見義成の七女・小波姫（1469年 - ?）と結婚し、二男を儲ける（犬坂毛野胤才（子に犬坂毛野（三世））、粟飯原首胤榮（下総国千葉郷士）の二人）。

### 犬村大角

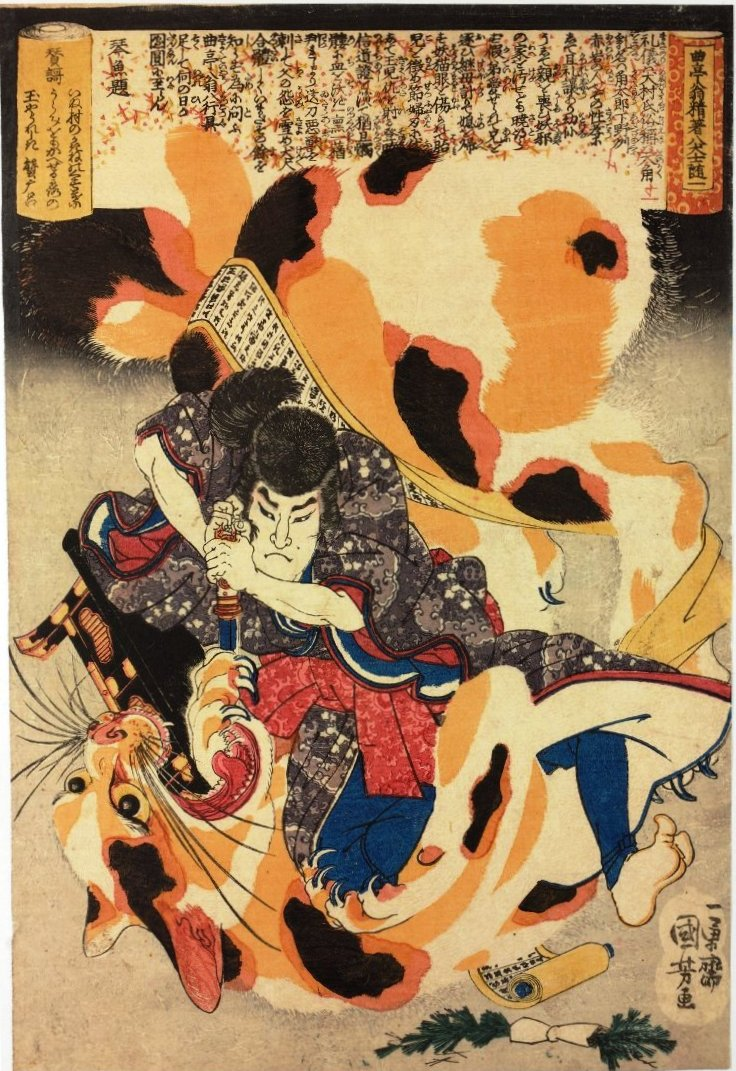
歌川国芳「曲亭翁精著八犬士随一・犬村大角」

- 犬村 大角 礼儀（いぬむら だいかく まさのり）
- 礼の珠を持つ。左胸に牡丹の痣。

寛正元年（1460年）生まれ。父は下野の郷士赤岩一角、母は正香。幼名は角太郎。
父親を殺してなり代わった化猫（偽赤岩一角）に虐待されたため、母方の伯父・犬村蟹守儀清（いぬむら かもり のりきよ）に引き取られた。犬村家の一人娘、雛衣と結婚するが、雛衣の腹部が妊娠したように膨らんだことを、自分以外の男と密通したためと誤解して離縁し、自らは返璧（たまかえし）の里の草庵に住まっている。犬飼現八が赤岩一角の亡霊の請託を受けて大角を訪問した時には、雛衣の弁解（雛衣口説き）を聞きながら無言の行を続けていた。雛衣の腹部が膨らんだのは、大角の珠を飲み込んでしまったため。犬飼現八の助力と雛衣の犠牲により、父の仇である化猫を倒し、犬士の群れに加わる。
八犬士中最後に登場する犬士。古今の書物に精通している。関東大戦では「赤岩百中」と名乗り、敵地三浦に潜入して活躍した。後に里見義成の三女・鄙木姫（1467年 - ?）と結婚した（大角にとっては再婚）。二度結婚した唯一の犬士である。鄙木姫との間に二男二女（犬村大角儀正（妻に犬飼現八の長女、子に犬村大角（三世））、赤岩正学儀武（下野国赤岩郷士）、娘（犬飼現八言人の妻で犬飼現八（三世）の母）、娘（犬田小文吾の次男・那古小七郎順明の妻）の四人）。

## 発端に関わる人々

### 里見義実
- 里見 治部大輔 義実（さとみ じぶのたいふ よしざね）。
- 史実については里見義実参照。

安房里見家初代当主。伏姫の父。『八犬伝』の物語の因果の種を蒔いた人物。
父・里見季基とともに結城合戦に参加するが、嘉吉元年（1441年）の結城落城に際し、2人の家臣（杉倉氏元・堀内貞行）とともに安房に落ち延びる。その途中、三浦半島で白龍の昇天を見る。そのころ、安房4郡のうち2郡を治めていた滝田城主神余光弘が逆臣山下定包に討たれ、民衆は暴政に苦しんでいた。館山城主安西景連を訪問した義実は非礼の応対を受け、安房にはいない鯉を探すように命じられるが、その途中で神余家の旧臣・金碗八郎と邂逅する。八郎の協力を得て兵を挙げた義実は、定包を討って2郡を平定する。かつて光弘の愛妾であり定包の妻となっていた玉梓を捕らえた義実は、玉梓の助命を一度は口にするものの、八郎に諌められてその言葉を翻す。玉梓は呪詛の言葉を残して斬首された。
上総国椎津城主の真里谷入道静蓮の娘・五十子（いさらご）を妻に迎え、伏姫と里見義成の父となる。
長禄元年（1457年）、里見領の飢饉に乗じて隣国の安西景連が侵攻し、滝田城が包囲され落城寸前となった時、飼い犬の八房に「景連の首を取って来たら、褒美に伏姫を嫁にやる」と言う。八房は一声吠えると敵陣に踊り込み、景連の首を持参して戻って来た。混乱に陥った安西軍を里見軍は破ることに成功、さらには継嗣のない安西領を平定し、安房国は里見家のもとに統一される。義実は褒美として山海珍味や係の役人を与えるが八房は一切興味を示さず、ついに伏姫の寝所へ乱入する。これを知っていきり立つ義実に、伏姫は「犬相手とは言え、君主たる者が一度口にした約束を違えてはいけない」と述べ、八房を伴い富山に入ることになる。
翌年、富山に入り伏姫の自害に立ち会う。その後、家督を義成に譲って滝田城で隠居し、「滝田老侯」と呼ばれる。物語後半では、富山で犬江親兵衛の再登場に立ち会っている。

### 神余光弘
- 神余 長狭介 光弘（じんよ ながさのすけ みつひろ）。
- 軍記物に記載された神余景貞をもとにしている。

もと安房滝田城主で、長狭・平群2郡の領主。愛妾・玉梓に溺れ、奸臣・山下定包を重用して国を乱れさせた。山下によって謀殺される。

### 山下定包
- 山下 柵左衛門 定包（やました さくざえもん さだかね）。
- 軍記物に記載された山下定兼をもとにしている。

主君の神余光弘に重用されて悪政を行うかたわら、玉梓と密通。日ごろ白馬に乗っていた山下を暗殺しようとする杣木朴平・洲崎無垢三の計画を逆用し、狩りの際に神余光弘を自らの白馬に乗せて彼らに殺害させる。神余氏に代わって長狭・平群2郡の領主となった。里見義実の軍勢が迫る中、部下に離反されて殺害される。

### 玉梓
- たまずさ

神余光弘の愛妾であったが、山下定包とも密通しており、神余の死後は山下の正妻となった。滝田落城時に彼女を捕らえた里見義実は一度は助命を約束しながら金碗八郎の言に従いこれを翻した。玉梓は「児孫まで、畜生道に導きて、この世からなる煩悩の、犬となさん」との呪詛の言葉を残して処刑された。その怨霊は里見家に仇なすことになる。

### 杣木朴平
- そまき　ぼくへい

元金碗八郎の若党。山下定包の専横に憤り、同志の洲崎無垢三（すさき の むくぞう）と語らって山下定包を暗殺しようとするが、逆用されて神余光弘を殺してしまう。この時、近習の那古七郎と戦闘になり討ち果たすものの無垢三は死亡、自身も重傷を負って捕らわれの身となり晒し首となる。彼の孫が山林房八で、那古七郎の姪と結婚したことから悲劇を生んでしまう。故に犬江親兵衛は曾孫にあたる。

### 金碗八郎
- 金碗 八郎 孝吉（かなまり はちろう たかよし）

神余家旧臣。金碗家はもともと神余家の庶流で老臣第一席であったが、八郎の父が早く死したため微禄に落とされ、八郎は神余光弘に近習として仕えていた。神余光弘にたびたび諫言するも容れられず出奔し、5年の間諸国を巡っていた。嘉吉元年（1441年）、山下定包が神余光弘を謀殺したこと、自らの若党であった杣木朴平・洲崎無垢三がそれに利用されたことを知ると安房に潜入。予譲の故事にならい、顔に漆を塗って乞食に身をやつし、主君の敵として山下を討つ機会を窺った。おりしも結城から落ち延びた里見義実が安房に流浪していると聞くと、白箸川で接触し主将に迎える。5月に滝田城を占領すると、山下に従ったかつての同僚たちの処断に当たった。とくに玉梓については、義実が一旦助命に傾いたところ、玉梓を「定包に次ぐ逆賊」と指弾、義実を翻意させ処刑させた。玉梓は「怨めしきかな金碗八郎、赦さんという主命を、拒みて吾儕（わなみ）を斬ならば、汝も又遠からず、刃の錆となるのみならず、その家長く断絶せん」と呪詛の言葉を残す。
嘉吉元年（1441年）7月7日、義実は二郡平定の功績第一として、八郎に長狭郡の半ばを与え、東条城主に任じようとする。八郎は義実に感謝しつつも、恩賞を受ければ名利を得ることとなり故主に対して不忠、さりとて強いて拒めば主君（義実）の恩義を知らぬものになるとして切腹。いまわの際に、かつて放浪中になした子と対面する。義実はこの子に金碗大輔孝徳（のちの丶大法師）の名を与え、将来大輔を東条城主とすることを約束して、自ら八郎を介錯した。

### 安西景連
- 安西 三郎大夫 景連（あんざい さぶろうたいふ かげつら）

安房館山城主。安房郡の領主であったが、結城合戦から落ち延びた里見義実を快く迎えず、安房にいない（と作中ではされている）鯉を義実に探させた。義実と山下定包の合戦の混乱に乗じ、もう一人の領主・麻呂信時（平館城主）の所領・朝夷郡を併呑、里見氏と安房を二分する。後年、安西領が飢饉に陥った際に里見家より支援を受けたが、その翌年に里見領が飢饉に陥るとこれを攻め滅ぼそうとした。八房に首を取られる。

### 伏姫
- ふせひめ

里見義実の娘。八犬士の象徴的な母。

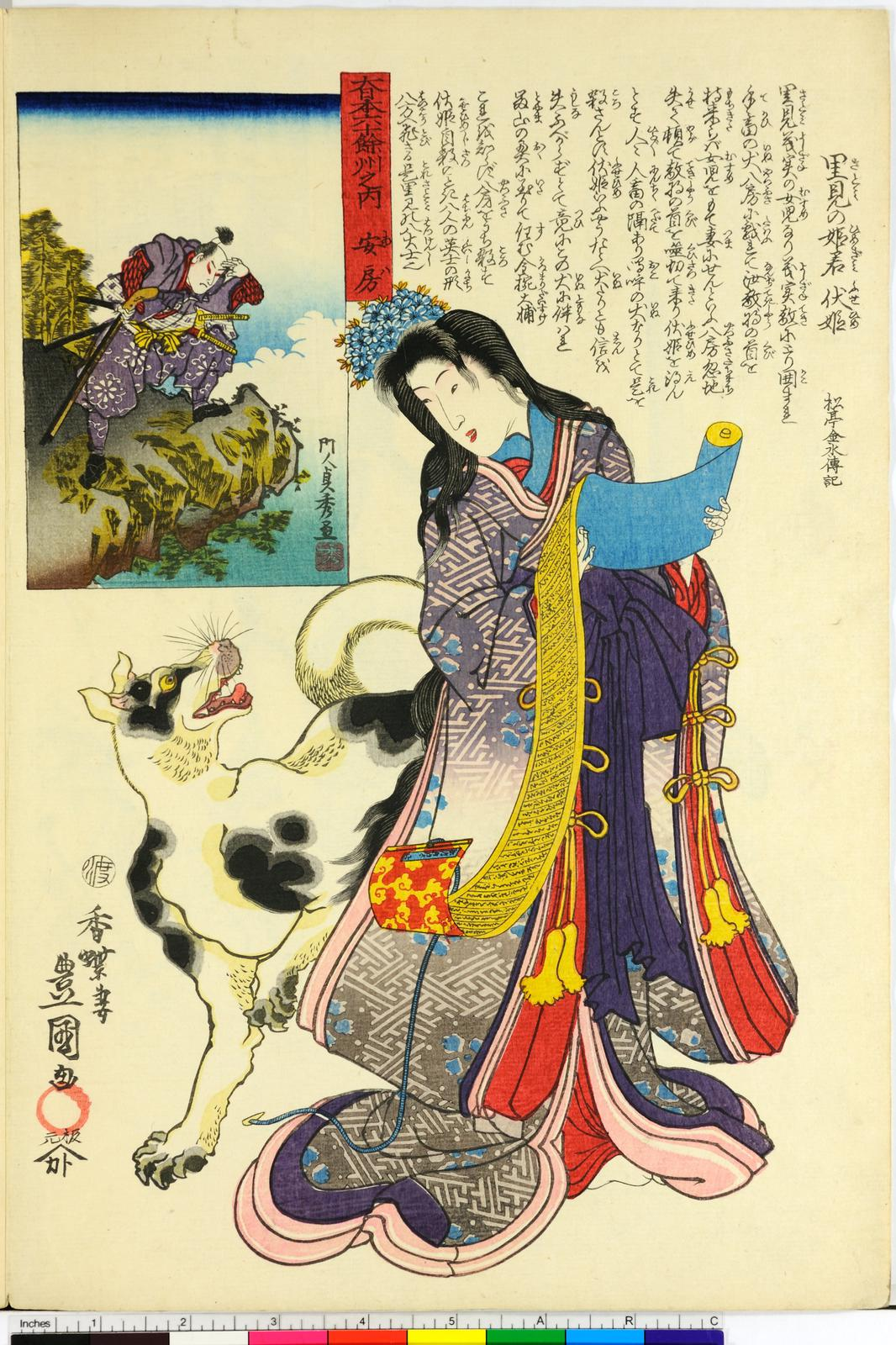
三代歌川豊国・歌川貞秀「大日本六十余州之内 安房 里見の姫君伏姫」（天保〜弘化年間）。伏姫と八房、コマ絵に金碗大輔。

母は真里谷入道静蓮の娘・五十子（いさらご）。作中の嘉吉2年（1442年）夏、三伏の頃に生まれたため伏姫と名づけられた。3歳まで泣きも笑いもせず言葉も発しなかったが、母とともに洲崎明神の役行者の岩窟に参拝した帰り道に、仙翁（役行者）に仁義八行の数珠を与えられ、以後は健やかに美しく成長した。
長禄元年（1457年）、伏姫16歳の秋、飢饉に乗じて安西景連が里見領に攻め込む。落城の危機に瀕した父は、水杯の席で「敵将の首を取ってきた者に伏姫を与える」と言う。これを里見家の飼い犬であった八房が実行し、約束の履行を求めた。このとき「伏姫」の名は「人にして犬に従う」意の名詮自性であることが明らかにされる。伏姫は父に君主が約束を違えることの不可を説くとともに、仁義八行の玉の文字が「如是畜生発菩提心」に変化していることを示し、富山に伴われる。
富山では法華経を読経する日々を送り、八房に肉体を許すことはなかったが、翌年、山中で出遭った仙童から、八房が玉梓の呪詛を負っていたこと、読経の功徳によりその怨念は解消されたものの、八房の気を受けて八人の子の「種子」を宿したこと、さらにそれらが世に出るときに父と夫に出会うことを告げられる。伏姫は犬の子を産む恥に耐えられず入水を図ったが、おりしも伏姫奪回のために富山に入った金碗大輔による銃撃の誤射を受け負傷。折りしも里見義実も富山に導かれ、父と「夫」（義実に大輔と伏姫を娶わせる意思はあったが、婚約していたわけではない）の前で割腹し、胎内に犬の子がないことを証した。その傷口から流れ出た白気は姫の数珠を空中に運び、仁義八行の文字が記された八つの大玉を飛散させる。伏姫は安堵して死んだ。長禄2年（1458年）秋、享年17。
死後は「伏姫神」となってしばしば登場し、犬士たちと里見家に加護を与える。「伏姫神」としての初出は、子を願う手束の前に現れて珠を授ける描写（このあと犬塚信乃を出産する）で、挿絵では八房に騎乗した姿で描かれている。危機に瀕していた犬江親兵衛は「神隠し」によって救い出し、手許に引き取って育てた。
明治期の評論家・詩人で、日本において近代的恋愛論を展開した先駆者として知られる北村透谷は、1892年（明治25年）に富山の伏姫を題材として「処女の純潔を論ず（富山洞伏姫の一例の観察）」というエッセイを『女学雑誌』に発表した。江戸時代の戯作はもとより古来日本の文学では処女性・純潔性が尊重されてこなかったと嘆く透谷は、伏姫が八房に肉体を許さず、しかし慈悲を及ぼして成仏に導いた描写を評価し、「伏姫の中に八犬伝あるなり、伏姫の後の諸巻は俗を喜ばすべき侠勇談あるのみ」と説いた。

### 八房
- やつふさ

里見家の飼犬。
もともと里見領内の犬懸村の村人に飼われていた。母犬を亡くして狸に育てられていたことを珍しく思われ、里見家で飼われることになった。体に八つの牡丹の花のような斑があることからこの名がある。滝田城が攻められた際に敵将安西景連の首を取り、里見義実に約束通り恩賞として伏姫を求めた。このとき、狸の古名「玉面」（たまつら）が玉梓（たまづさ）と通じる名詮自性が明かされ、里見の子孫を「畜生道」に導くとした玉梓の怨念によるものと理解される。
富山でははじめ獣欲をあらわにしていたが、伏姫の読経に耳を傾けるうちに菩提の心を生じ、八房に取り憑いた玉梓の怨念は浄化される。通い合った気が八子の種子となり伏姫に宿るとともに、数珠玉の「如是畜生発菩提心」の文字が人倫道徳たる仁義八行の文字に戻ったことが示される。伏姫とともに入水しようとしたが、折りしも山中に入った金碗大輔の鉄砲に撃たれて死んだ。
以後は伏姫神の乗騎として描かれる。
八房が安西景連を討ち取ったエピソードは高辛氏の飼い犬槃瓠の話をもとにしたもの。

### 蜑崎輝武
- 蜑崎 十郎 輝武（あまさき じゅうろう てるたけ）

安房東条の郷士で、里見義実が山下討伐の兵を挙げるとこれに従った。杉倉氏元が麻呂信時を討ち取ったことを報じる使者として登場。
義実の命で八房と伏姫を追跡したが、富山の谷川で急流に押し流されて溺死した。子は十一郎照文。遠縁に犬川荘助がいる。

### 丶大
- 丶大法師（ちゅだいほうし）
- 俗名は金碗大輔孝徳（かなまり だいすけ たかのり）

金碗八郎孝吉の息子。永享9年（1437年）、八郎が神余家から逐電した際に身を寄せていた、上総国天羽郡関村の農民一作（金碗家の元若党）の娘・濃萩（こはぎ）との間に生まれた。濃萩の妊娠に動揺した八郎は去り、濃萩は産後の肥立ちが悪く死去。嘉吉元年（1441年）7月、隣国の動乱と金碗八郎の活躍を伝え聞いた祖父一作に連れられ滝田城を訪れ、物語に登場する。しかし八郎は東条城主となる恩賞を拒んですでに腹を切っており、いまわの際での父子対面となった。里見義実はこの子供に「金碗大輔孝徳」の名を与え、将来東条城主とすることを八郎に約束する。
義実は伏姫を大輔に娶わせようとしていた。里見領が飢饉になった際、金碗大輔は安西家に糧米を請う使者として派遣されるが、安西方の襲撃を受ける。つづく滝田城攻防戦でも帰参の機会を失い、母方の縁を頼って上総に逃れるが、伏姫が八房とともに富山に入ったと聞くと伏姫の奪回を目指して登山。八房を鉄砲で撃つが、伏姫にも致命傷を負わせてしまう。大輔は自害を図るが、同じく富山に入った里見義実に留められる。大輔と義実は、身の潔白を立てるという伏姫の自害に立ち会うことになる。このとき八方に散った数珠の玉の行方を探し出すために大輔は出家し、「犬」の字を分解して法名を「丶大」とした。
犬士列伝への登場は行徳・古那屋の場面で、小文吾・房八・信乃・現八らに珠玉と伏姫の縁を伝える役割を果たし、親兵衛の犬士としての再生に立ち会う。その後も蜑崎照文とともに犬士捜索にあたり、甲斐に捜索の本拠を置いて浜路姫の帰還にも関わった。なお知略を尽くして盗賊を退治する挿話もある。「大団円」では伏姫神の聖域である富山の洞窟に消える。
八犬伝の物語解釈上、丶大の存在は重要な位置を占める。丶大は伏姫の夫となるべき人物であった。また、金碗氏は安房の旧領主である神余氏の一族であり、八犬士は朝廷に奏請して金碗姓に改めている。八犬士の霊的な父とする見方もある。伏姫が山中で会った仙童は伏姫に「子を生むときに父と夫と会う」と告げていた。しかし、伏姫は八房も大輔も「夫」とすることを否定して死んだ。「大団円」の挿絵は、神犬八房を伴わない伏姫神の隣に蝉脱した丶大を描いている。小谷野敦は、八犬伝を丶大が父の座を回復する物語として読み解いている。

## 八犬伝世界の勢力

### 里見家

#### 里見義成
- 里見 治部少輔 義成（さとみ じぶのしょうゆう よしなり）。
- 史実については里見成義参照。

安房里見家2代。義実の息子で、伏姫の弟。幼名二郎太郎。父から家督を譲られ、稲村に城を築いて移った。八百比丘尼妙椿の妖術によって親兵衛を疑うこともあったが、おおむね名君として描かれている。八人の娘と二人の息子がいる。

#### 里見義通
- 里見 太郎 義通（さとみ たろう よしみち）。
- 史実については里見義通参照。

義成の嫡子。蟇田素藤に拉致されたが、犬江親兵衛に助けられる。関東大戦では国府台に出陣。安房里見家3代当主となるが、若くして世を去った。

#### 里見実堯
- 里見 次丸（さとみ つぐまる）、のち実堯（さねたか）。
- 史実については里見実堯参照。

里見義成の次男。関東大戦には名目上の留守司令を任されていた。義通が早世すると、その子の義豊（→史実）が幼かったために里見家第4代当主となる。実堯が国主となると八犬士は高齢を理由にそれぞれ息子に家督を譲って退隠した。のちに甥の義豊との間に内乱（史実：天文の内訌）を起こす。

#### 蜑崎照文
- 蜑崎 十一郎 照文（あまさき じゅういちろう てるふみ）

里見家家臣。父親の蜑崎十郎輝武は、富山に入った伏姫と八房を義実の命令で追い水死した。この縁で、丶大ともども八犬士探索の任に携わる。八犬士が見つかった後は、朝廷への使者として安房と京都を往復する。犬士に比べて地味で目立たないが、陰で彼らを助ける。孫が犬川荘助の娘と結婚している。

### 足利家

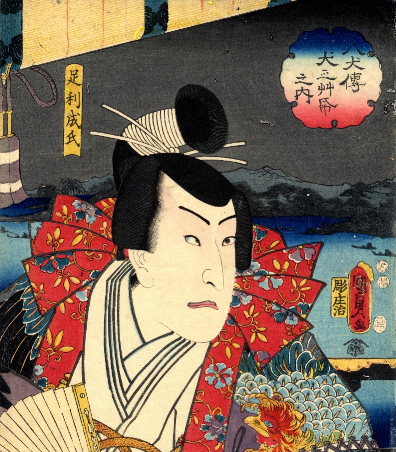
2代目歌川国貞「八犬伝犬之草紙之内・足利成氏」

滸河公方（古河公方）。『八犬伝』冒頭に記される結城合戦で滅びた鎌倉公方家が再興されたもの。関東管領である両上杉家（扇谷家・山内家）と対立し、下総国滸河（古河）に本拠を置く。

#### 足利成氏
- 足利 右兵衛督 成氏（あしかが うひょうえのかみ なりうじ）
- 史実については足利成氏（あしかが しげうじ）参照。

滸河公方。鎌倉公方足利持氏の子。里見家の主君筋にあたる。犬塚信乃の主筋でもあり、犬飼現八も仕えていた。しかし、実権を奸臣横堀在村に握らせていたため、二人とも結果的には里見家に追いやってしまう。

#### 横堀在村
- 横堀 史 在村（よこぼり ふひと ありむら）

滸我公方足利成氏に仕える執権。奸臣。現八を獄舎の長の役を固辞した罪で入牢させた。また、村雨についての信乃の弁解を聞かず、討手を差し向けた。

### 扇谷家
『八犬伝』作中では、山内家とともに関東管領を務める（→史実：扇谷上杉家）。

#### 扇谷定正
- 扇谷 修理太夫 定正（おうぎがやつ しゅりのたいふ さだまさ）。
- 史実については上杉定正参照。

関東管領。八犬士とはさまざまな悪因縁を持つ、最大の敵である。忠臣や賢妻の犠牲によって反省の色を見せる描写はあるものの長続きせず、奸臣に左右されやすい。
信乃たちが住んでいた大塚村は家老である大石家（→史実：大石氏）の領地であり、その陣代たちの悪事によって浜路や荘介たちの災難がもたらされる。また、犬山家の主家である煉馬家を滅ぼしたことから犬山道節に執拗に狙われる。
庚申塚の処刑場破りや荒芽山での出来事、更には籠山逸東太が発端となって一時的に居城を占拠される事件など八犬士たちを憎み、かれらが仕えた里見家に憎悪の念をたぎらせていった。ついには山内顕定と足利成氏を引き入れて関東大戦を勃発させる。

#### 巨田助友
- 巨田 新六郎 助友（おおた しんろくろう すけとも）

扇谷家重臣・巨田道灌（→史実：太田道灌）の息子。犬山道節が最初に定正を襲撃した時には身代わりを用意することによって難を防ぎ、荒芽山では犬塚・犬川・犬飼・犬田・犬山の5犬士を襲撃、彼らは離散することになり再会までに約5年の歳月をかけることになる。策士という印象が残る人物である。諫言をあえてするため主君と不仲であり、関東大戦では後方に追いやられていた。

#### 蟹目前
- かなめのまえ

扇谷定正の正妻。賢夫人として称えられている。湯島天神で、飼っていた猿が木から下りられなくなったのを助けてもらったことで、放下屋物四郎こと犬坂毛野を知る。奸臣・籠山逸東太を除こうとする河鯉守如の策略に理解を示したが、それによって夫の定正が危機に陥ってしまい、責任を感じて自害してしまう。
当初は長尾景春の叔母とされていたが、のちに箙大刀自の娘（景春の姉妹）と設定しなおされている。史実の定正正室は景春の姉妹である。

#### 河鯉守如
- 河鯉 権佐 守如（かわごい ごんのすけ もりゆき）

扇谷家の重臣で、忠臣として知られた人物。籠山逸東太の甘言に乗せられた主君が（山内家ではなく）北条家と和議を結ぶことに異議を唱えていた。蟹目前の飼っている猿の一件で犬坂毛野と知り合い、毛野に北条家への和議の使者として向かう籠山逸東太を闇討ちすることを依頼する。毛野によって籠山逸東太は討ち果たされたものの、家臣を殺されて激怒した扇谷定正が守如の制止を振り切って出兵。毛野と守如の密談を犬山道節が立ち聞きしていたことによって、定正が八犬士たちに急襲され危うく命を落としかけたことに責任を感じて切腹する。河鯉佐太郎孝嗣（政木大全）は息子。

### 長尾家
管領家の重臣であったが、長尾景春が叛乱を起こし、越後から上野にかけて自立した勢力を築いた。史実については長尾氏・長尾景春の乱も参照。史実の長尾景春は白井長尾氏であり、越後の長尾氏とは同族だが別系統。

#### 長尾景春
- ながお かげはる
- 史実については長尾景春参照。

管領家重臣でありながら叛乱を起こした人物。上野国白井城主。本人は関東大戦まで登場しないが、その政治動向は八犬士や周辺人物の行動を左右した。
関東大戦時には長尾太郎為景という息子が登場する。史実の長尾為景（上杉謙信の父）は景春の子ではない。

#### 箙大刀自
- えびらのおおとじ

長尾景春の母親。越後国片貝城にあり、息子に代わって越後半国を統治している人物。娘は大石憲儀（扇谷家家老で大塚の領主）と千葉自胤に嫁いでいる。また、蟹目前も近親である（前半では義妹、後半では娘）。「義侠の士」「女丈夫」と称えられる性格であり、扇谷定正からも一目を置かれている。千葉家家臣馬加大記一家全滅に絡んだ小文吾と、大石領で処刑場から脱走した荘助が越後にいることを知ると、稲戸由充に命じて二人を捕らえさせた。

#### 稲戸津衛
- 稲戸 津衛 由充（いなのと つもり よしみつ）

箙大刀自の家老。命令で犬川荘助と犬田小文吾の二人を策謀でもって捕らえるが、二人を処刑することに納得いかず助命を試みる。これを拒否されたので、身代わりを仕立てることによって二人を救う。実はかつて荘助の父・犬川則任に恩義を受けていた縁がある。関東大戦では、箙大刀自の代理として市川戦に参加する。

### 千葉家
武蔵石浜城に根拠を置く武蔵千葉家。千葉一族の描写には、史実の千葉氏の内紛が参照されている（史実については馬加康胤の項を参照）。なお、『八犬伝』においては千葉孝胤を当主とする下総千葉氏の存在にも触れられているが、物語には関わらない。

#### 千葉介自胤
- ちばのすけ よりたね
- 史実については千葉自胤参照。

武蔵石浜城主。暗愚な君主として描かれており、初登場時に実権は馬加大記常武に握られている。なお、箙大刀自の娘婿のひとりである。
千葉家の内紛から兄・実胤（→史実）とともに武蔵に逃れて赤塚城主を務めており、粟飯原胤度と籠山逸東太が仕えていた。兄から家督を継承する際に、兄の重臣であった馬加大記の策に乗せられ、胤度の死、籠山の逐電、馬加大記による粟飯原一族の滅亡を招いた。自胤は馬加大記を重用したが、馬加大記は自胤を「暗愚の弱将」と評して軽んじており、謀叛を企んでいる。ただしこれは胤度の遺児・犬坂毛野による馬加への復讐によって阻まれた。
関東大戦においては両管領・滸我公方連合軍に加わって物語に再登場するが、行徳口に出陣した自胤は家臣に次々に裏切られて里見家の捕虜となる。抑留中、毛野と小文吾から馬加の逆謀を知らされて自らの不明を恥じる。

#### 粟飯原胤度
- 粟飯原 首 胤度（あいはら おおと たねのり）
- 史実における千葉一門粟飯原氏については粟飯原氏を参照。

千葉自胤の重臣。粟飯原氏は千葉氏の一門。実胤の重臣であった馬加大記の策謀により、籠山逸東太の手で殺害される。胤度の死後、馬加大記によって粟飯原一族は幼児に至るまで滅ぼされた。難を逃れた妾の生んだ遺児が犬坂毛野。

#### 馬加大記
- 馬加 大記 常武（まくわり だいき つねたけ）
- 史実における千葉一門馬加氏については馬加氏を参照。

千葉自胤の重臣。千葉氏一門馬加康胤（→史実）の同族であるが、康胤とは対立する実胤・自胤陣営に身を投じた。もともと千葉実胤の重臣であったが、自胤が家督を継承するのに際して自胤重臣の籠山逸東太や粟飯原胤度を策謀でもって退け、家中の第一人者に成りおおせた。暗愚の主君に代わるべく着々と準備を整えている。犬田小文吾を配下に迎えようとするが固辞されたため監禁した。粟飯原胤度の遺児・犬坂毛野の復讐の相手であり、「女田楽師・旦開野」として入り込んだ毛野によって討ち果たされた（対牛楼の仇討ち）。

#### 籠山逸東太
- 籠山 逸東太 縁連（こみやま いっとうた よりつら）

もと千葉自胤の重臣で栗飯原胤度の同僚。千葉家の実権を握ろうとする馬加大記の策略に乗せられて粟飯原胤度を討ち、自らも逐電する羽目になる。その後、偽赤岩一角の弟子になり、その推挙によって長尾景春の家臣になるが、偽赤岩一角と犬村大角・犬飼現八との騒動によって長尾家にもいられなくなり、竜山免太夫（たつやま めんだゆう）と名前を変えて扇谷家に仕官。長尾家の内情を知っていたことから瞬く間に重臣に成り上がり、多数の家臣達が山内家との和睦を望んでいるにもかかわらず、北条家と同盟を結んで山内家と戦うように仕向ける事に成功。北条家との同盟の使者として旅立つが、鈴茂林で犬坂毛野の襲撃に遭って討たれた。

### その他

#### 山内顕定
- 山内 兵部大輔 顕定（やまのうち ひょうぶたいふ あきさだ）
- 史実については上杉顕定参照。

関東管領で定正のライバル。しかし、八犬伝では犬士達とこれといった因縁を持たないので影が薄い観がある。関東大戦では駢馬三連車（へいば・さんれんしゃ）という兵器（戦車の一種）を持ち出してくる。

#### 北条長氏
- ほうじょう ながうじ
- 史実については北条早雲を参照。

本編には登場しないが、八犬伝の世界では北条家が史実より早く小田原を居城とし、両管領家を脅かすほどに成長している。関東大戦も両家が合体して里見を滅ぼすことによって北条家に圧力をかけるために起こしたという側面もある。

#### 武田信昌
- 武田 民部大輔 信昌（たけだ みんぶのたいふ のぶまさ）。
- 史実については武田信昌を参照。

甲斐武田家の当主。道理をわきまえた名君として描かれており、信乃と道節を家臣に誘った。両管領による関東大戦にも与しなかった。

## 犬士の周辺人物

### 大塚の人々
犬塚番作・信乃親子を中心とする「大塚物語」の登場人物。

#### 犬塚番作
- 犬塚（大塚） 番作 一戍（いぬづか<おおつか> ばんさく かずもり）

犬塚信乃の父。鎌倉公方家の近習大塚匠作三戍（おおつか しょうさく みつもり）の子。結城合戦が敗北に終わった際、父から託された鎌倉公方家伝来の名刀村雨丸を携え、美濃大垣で処刑された春王（→史実）と安王（→史実）の首級を奪取。信濃路で妻手束（たつか）とめぐり合い、長い旅を経て郷里・武蔵大塚村に帰るが、家督と村長の職は姉亀篠の夫大塚蟇六に奪われており、犬塚と名字を改めた。信乃の飼い犬の与四郎が「管領家の御教書」を破損したと言いがかりをつけ、村雨を奪取しようとする姉夫婦から村雨を守り、また信乃を守るべく自害した。

#### 井丹三
- 井 丹三 直秀（い の たんぞう なおひで）

手束の父で、信乃の外祖父。信濃の武士で、源頼政に仕えた猪隼太（鵺退治の説話で知られる）の末裔。結城合戦に参加して戦死した。生前、匠作とその子供同士（番作と手束）を娶わせることを約束していた。物語の本編には直接登場しないが、信乃は各地でその関係者たちとめぐり合い、奇縁を感じることになる。
なお、馬琴は滝沢家の祖先を猪隼太と考えていたことがあった（ただし、馬琴は調査ののちこの考えに否定的な結論を出している）。馬琴は信乃に同じ祖先を持たせていたことになる。

#### 蟇六・亀篠
- 弥々山蟇六（やややま ひきろく）、のち大塚 蟇六（おおつか ひきろく）。
- 亀篠（かめざさ）

亀篠は番作の異母姉で信乃の伯母。蟇六は元々はごろつきであったが亀篠の夫となり、大塚家の家督を奪って大塚村の村長になった。番作は姉夫婦と争わず「犬塚」を称した。番作が自害すると村人の手前信乃を引き取り、養女浜路を娶わせて家督を譲ると約束するが、かたわら村雨を奪おうと様々な策を練る。村雨丸の献上を持ちかけて信乃を遠ざけ（額蔵には信乃の暗殺を指示した）、村雨をすり替えて、浜路を陣代・簸上宮六に嫁がせようとした。しかし、浜路が網乾左母二郎に誘拐され、激怒した簸上らに殺戮された。

#### 浜路
- はまじ

大塚蟇六・亀篠の養女で犬塚信乃の許嫁。実は犬山道節の異母妹で名を正月（むつき）と言った。母親は道節の父の愛妾で、道節とその母親を除いて正妻になろうとしたが、道節が蘇生したため発覚して処断。絶縁される形で大塚家に養女に出された。寛正3年（1462年）1月生まれ。
許嫁の信乃を慕い、信乃の滸我への旅立ちの前夜には切々と想いを訴えた（「浜路くどき」と呼ばれる名場面である）。養父母の姦計にはめられて陣代・簸上宮六に嫁がされそうになり、首を吊ろうとする所を、かねて浜路に横恋慕する網乾左母二郎に誘拐された。しかし浜路は左母二郎に従わず、本郷円塚山で左母二郎が持っていた本物の村雨を奪回して左母二郎に突きかかったために返り討ちにされる。いまわのきわに異母兄の犬山道節に会い、自らの出生の秘密を知る。なきがらは荘助によって荼毘に付された。文明10年（1478年）6月19日没。享年17。
のちに、甲斐で同名の浜路（実は浜路姫）の身体に憑依し、信乃に想いを伝える場面がある。二次創作ではヒロインとなることが多い。

#### 糠助
- ぬかすけ

大塚村で信乃の近所に住んでいる善良な百姓。応永24年（1417年）生まれ。
もともとは安房国洲崎で半農半漁の暮らしをしていた。一子玄吉が生まれるが妻は産後の肥立ちが悪く病死、乳児を抱え生活に困窮して殺生禁断の浦で密漁をおこない、捕らえられた。領主里見家の夫人と姫の三周忌のために大赦が行われ、死を減じられて玄吉ともども安房を追放された。しかし下総行徳まで来ていよいよ窮し、飛び降り自殺を図ろうとしたところ、滸我（古河）公方の家臣に救われ、玄吉を彼の養子とした。その後大塚に流れて農家に奉公し、村の後家と結婚して百姓となった。しかし後妻とも死別。
その死に際して信乃にその身の上を懺悔ながらに語り、滸我にゆかりある信乃に機会があれば玄吉にこのことを伝えることを託す。玄吉は信乃と同様の痣を持ち、玉を得ていた。犬飼現八である。文明9年（1477年）7月22日没。享年61。

#### 網乾左母二郎
- あぼし さもじろう

糠助の旧宅に住むようになった浪人、初登場時25歳。色白で眉目秀麗、「鄙には稀なる美男」と描写される。もと扇谷定正に小姓として仕え、弁舌の爽やかさから主君に寵用されたが、人をそしることが多く追放された。筆跡にすぐれ歌舞音曲にも通じていたため、大塚で手習いや歌舞の師匠となるが、多くの浮名を流し、亀篠にも気に入られた。浜路に懸想しており、亀篠から浜路との結婚を条件に、信乃の刀と蟇六の刀の刀身をすり替えるよう依頼される。首尾よく事を果たすが、信乃の刀が村雨と見るや、蟇六に偽物を渡し自分の物とした。しかし、蟇六・亀篠が浜路と簸上宮六との婚儀を準備をしているのを見ると、浜路誘拐の挙に出る。本郷円塚山で、自らの意に従わずに村雨で突きかかってきた浜路を返り討ちにするが、居合わせた道節によって殺害された。
幸田露伴は、京伝や三馬にかかれば粋で野暮でなくて物のわかった愛される人物として書かれるのに、馬琴の手にかかれば人の機嫌を取ることはうまいが腹の中は不親切な人物として書かれると評しており、京伝・三馬と馬琴の実社会との関わり方の違いを論じている。尚、『新八犬伝』ではその有り様を「さもしい」と表現している。
二次創作では露出度が多くなる傾向にある。また姓がしばしば「網干」という表記になっている。

### 行徳の人々

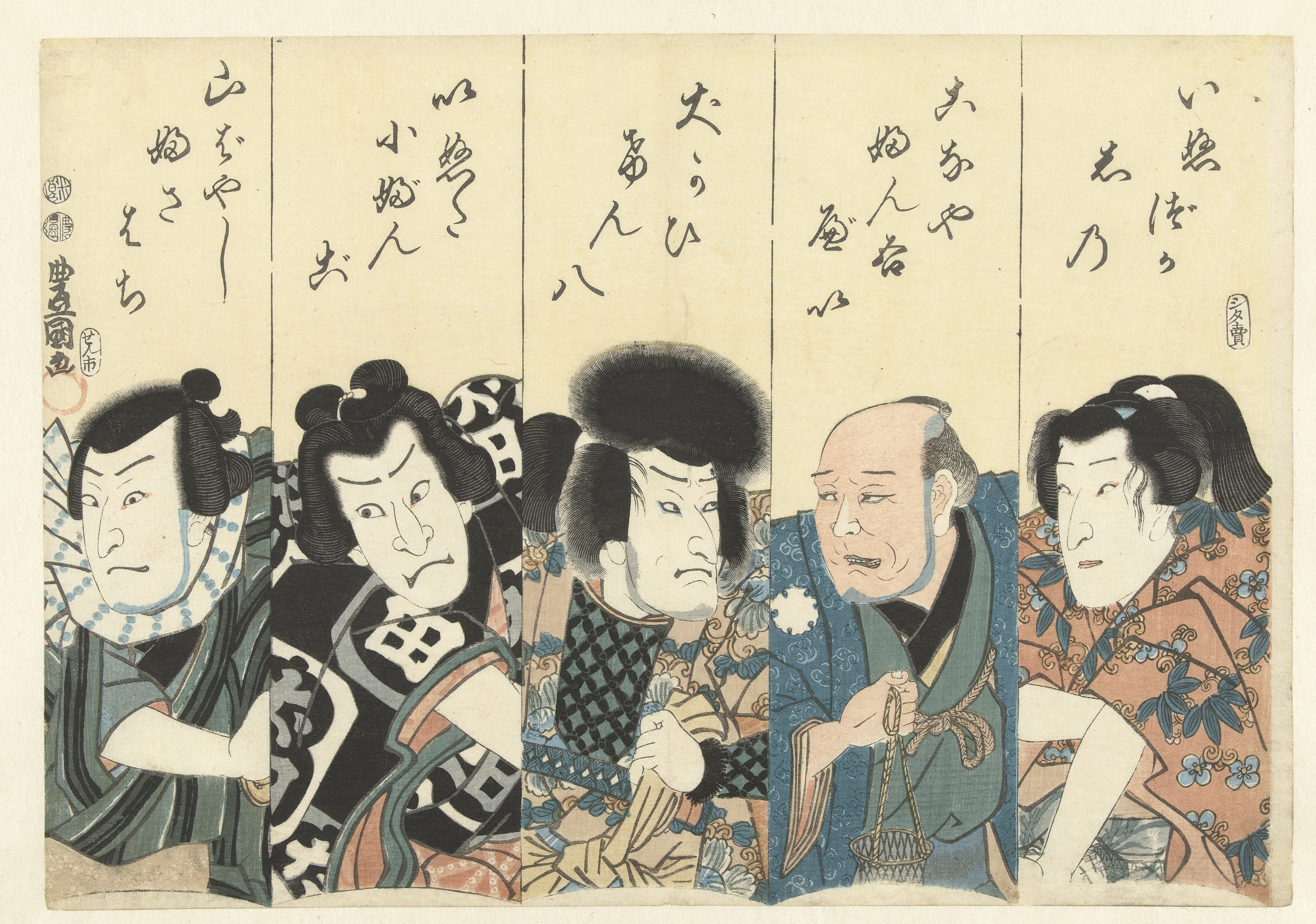
歌川国貞画、八犬伝の舞台を演じた役者絵。左から山林房八（5代目澤村長十郎）、犬田小文吾（3代目嵐吉三郎）、犬飼現八（3代目關三十郎）、古那屋文五兵衛（4代目大谷友右衛門）、犬塚信乃（坂東しうか）。

#### 古那屋文五兵衛
- こなや ぶんごべえ

犬田小文吾と沼藺の父。行徳で旅籠屋「古那屋」を営む。もとは安房の人で、神余光弘の近習・那古七郎の弟。光弘横死後の混乱を避けて武士を捨て、那古を転倒して屋号を「古那屋」とした。幼い頃の犬飼現八を預かったこともあり、芳流閣から行徳に流れ着いた現八と信乃を助けた。
古那屋の惨劇に先立ち、信乃を匿った疑いをかけられ拘引されてしまう。惨劇後、大塚に赴く小文吾を見送り、親兵衛らとともに安房に向かうが、途中で親兵衛は神隠しに遭う。その後、子や孫に再会することがかなわぬまま安房で死去した。

#### 沼藺
- ぬい

小文吾の妹で親兵衛（大八）の母。市川の山林房八に嫁いだが、夫と兄との間が険悪になったため離縁され、大八を連れて古那屋に戻ってきていた。夫と兄の喧嘩に巻き込まれ、夫に斬られて死ぬ。その血は結果として破傷風で瀕死となった犬塚信乃を救い（作中では男女の血を傷口にそそぐことが治療の秘法として示されている）、子は犬士としての生を享けた。
「ぬい」は、「いぬ」を転倒させたネーミング。作中、名詮自性として明らかにされる。

#### 山林房八
- やまばやし ふさはち

小文吾の義弟。市川の船主・犬江屋の主で、土地の顔役。容貌は犬塚信乃によく似ている。
相撲の勝負で負けたことが原因で小文吾と対立関係となり妻の沼藺を離縁。お尋ね者である信乃を出せと古那屋に押しかけて小文吾と争い、誤って妻と子の大八を手にかけた上、小文吾に斬られる。
実は、彼の祖父・杣木朴平が古那屋文五兵衛の兄・那古七郎を殺したという悪因縁があった。沼藺との結婚後にこれを知った房八は、那古家（古那屋）への「負債」を返す機会を窺っていた。相撲の勝負に起因する対立は地域の顔役として不可避ではあったものの、それ以後の行動はこれを解くための行動だったことが臨終の際に知られる。房八は己の身を殺すことによって信乃を助け（作中の破傷風の治療とともに、房八の首が信乃の身代わりとなる）、子の大八は「仁」の玉を持つ犬士・親兵衛として蘇生した。これは「身を殺して仁をなす」という成語に基づくプロットである。
「房八」は、「八房」を転倒させたネーミング。作中、名詮自性として明らかにされる。

#### 妙真
- みょうしん

房八の母、親兵衛の祖母。市川の船主である犬江屋の娘で、俗名は戸山（とやま）。古那屋の惨劇の場に現れ、山林家（犬江屋）と那古家（古那屋）の因縁と、房八の真意を伝えた。
年齢にそぐわず美貌の持ち主であったため、横恋慕するならず者のために危難に遭遇するが、伏姫によって救われる。このとき親兵衛が神隠しに遭う。安房に移ったのち成長した親兵衛との再会を果たし、対管領戦では音音らとともに活動する。

### 犬山家
武蔵煉馬城主・煉馬家の家老を務めた家で、犬山道節はこの家の出身。豊島信盛・煉馬倍盛の兄弟は長尾景春に呼応して管領家に叛乱を起こしたが、江古田・池袋の戦い（史実：江古田・沼袋原の戦い）で滅ぼされた。煉馬家の残党は管領家への復讐を窺っている。練馬滅亡の史実については豊島氏・豊島泰経・豊島泰明・練馬城なども参照。

#### 姨雪世四郎
- おばゆき よしろう。再登場後に姨雪代四郎与保（ともやす）と改名。

犬山家の元家臣。十条力二郎・尺八の父。名ははじめ世四郎。音音と密通していたことが彼女の妊娠によって発覚し、犬山家から暇を出された。煉馬家滅亡後は、矠平(やすへい)と名乗り、神宮川で船頭をしながら管領家への復仇の機会を窺う。物語への登場は、蟇六が信乃の持つ村雨のすり替えを企む下り。のちに信乃らによる荘助救出に協力することになる。荒芽山で管領家の手勢と戦い自焼しようとしたところ、伏姫神により富山に導かれて親兵衛を育てることとなった。親兵衛とともに再登場し、以後は親兵衛に従って活躍する。
通称の世四郎（代四郎）は、犬塚信乃の飼犬・与四郎と同名であり、家名は「雪は犬の姨」という慣用句（犬が雪を喜ぶさまを、親族のおばの来訪になぞらえたもの）からのネーミングである。犬・犬士との縁を示す名詮自性である。

#### 音音
- おとね

犬山道節の乳母。若い頃に姨雪世四郎と過ちがあり、十条力二郎・尺八兄弟を生む。煉馬家の滅亡後は息子の嫁たちとともに上州荒芽山の庵に住み、ここが信乃・荘介・小文吾・現八・道節の五犬士結集の場となった。息子たちの願いを受け、世四郎と正式の婚儀を行う。庵が巨田助友の襲撃を受けると薙刀を手に奮戦。伏姫神によって一家ともども富山に導かれ、親兵衛を育てることになる。再登場後は管領戦で大活躍を見せる。

#### 力二・尺八
- 十条力二郎・尺八郎（じゅうじょう りきじろう・しゃくはちろう）

姨雪世四郎と音音の子、双生児。十条は音音の名字。犬山道節の乳兄弟。煉馬家の滅亡後は世四郎とともに管領家への復仇の機会を窺っていた。刑場破りを行った四犬士の逃亡を父とともに助け、討死する。しかしその魂魄は荒芽山に現れ、両親やそれぞれの妻である曳手（ひくて）・単節（ひとよ）姉妹と会う。
「力二・尺八」は「八房」の文字を解体再構成したものであり、名詮自性であることが作中で明らかにされる。

#### 曳手・単節
- ひくて・ひとよ

煉馬家中・禿木氏の娘で、姉の曳手は力二郎の、妹の単節は尺八郎の妻。祝言の明くる日に合戦が起こったため、一夜だけの夫婦であった。姑の音音と荒芽山に住み、魂魄となった力二郎・尺八郎の来訪を受け、落去の中伏姫神によって一家ともども富山に導かれる。奇瑞として富山で二世の力二郎・尺八郎を生む。関東大戦では管領家に潜入し間諜として働く。後に二世の力二郎は道節の長女と、二世の尺八郎は道節の次女とそれぞれ結婚した。

### 庚申山の人々
庚申山は下野国の山。栃木県日光市（旧・足尾町）に実在する。

#### 赤岩一角
- 赤岩一角武遠（あかいわ いっかく たけとお）

下野赤岩の郷士。犬村大角の実父。武芸に秀で、庚申山の化け猫を退治しに出かけたが、逆に食い殺された。庚申山山頂の洞窟で犬飼現八は一角の魂魄と出会い、妖猫を父と信じて疑わない角太郎（大角）に真実を知らせること、妖猫を退治することを託す。

#### 偽赤岩一角
正体は庚申山の化け猫。本物の一角を食い殺し、彼に化けて村に戻った。精気を吸い取られたり飽きて食い殺されたりして後妻は次々に代わったが、武蔵から流れて後妻に納まった船虫だけは平然としていた。
庚申山で本体を現している時に、現八に左目を射抜かれた。その治療のために雛衣に彼女の胎児と心臓を差し出すよう迫る。角太郎はこれを断ろうとするが、一角は「不義の子をかばって父を殺すのか」と恫喝、返事に窮した角太郎に対し、雛衣はその窮地を救うべく、またわが身の証を立てるため、腹に刃を立てる。その腹から出てきたのは胎児ならぬ霊玉。実は以前に雛衣が病に伏した際、誤って水と共に霊玉を飲んでしまっていたのだ。霊玉は一角の変化を解き、かつて現八が左目を射た妖猫が姿を現す。ここに至って自らの思い違いを知った角太郎は、現八と共に妖猫を退治する。

#### 雛衣
- ひなきぬ

犬村大角の妻。寛正3年（1462年）生まれ。大角の母の兄である犬村蟹守の娘であり、雛衣は大角の従妹にあたる。大角の珠を誤って飲み込んだために妊娠状態となり、姦通の疑いをかけられ離縁される。偽一角の要求を飲み、また自らの疑いを晴らすために自害してしまう。文明12年（1480年）9月9日没。享年19。

### 甲斐の人々

#### 四六城木工作
- よろぎ むくさく

甲斐国猿石村村長。浜路姫の養父。井丹三直秀に仕えていたため、その孫である信乃を気に入る。

#### 泡雪奈四郎
- 泡雪 奈四郎 秋実（あわゆき なしろう あきざね）

武田家家臣。四六城木工作の後妻夏引（なびき）と密通している。木工作を殺害し、その罪を信乃に着せようとした。

#### 浜路姫
四六城木工作の養女で、実は里見義成の五女。伏姫の姪。
幼い頃に鷲にさらわれて甲斐の地に運ばれ、木工作に拾われた。付近にある浜路という市場町の名を聞いて笑ったことから「浜路」が本来の名だろうと名づけられて育てられた。彼女の乳母として四六城家に入り、のち木工作の後妻になったのが夏引である。大塚で信乃の許婚であった浜路（前の浜路）に酷似している。四六城家に信乃が逗留した際、前の浜路の魂が彼女（後の浜路）に乗り移って想いを伝えた。石和を拠点に犬士を捜索していた丶大らが事情を漏れ聞いてかつて鷲に攫われた里見家の姫と気づき、当時着ていた着物で浜路姫と確認された。安房に戻ったのち、蟇田素藤の叛乱に巻き込まれるが、伏姫神によって守られる。大団円で信乃の室となる。
実母の盧橘（はなたちばな）は義成の側室で、結城合戦で討死した下河辺為清の娘。母方の祖父が井丹三直秀の従弟なので、実は信乃とは遠縁関係である。

### 物語前半のその他の登場人物
犬江親兵衛再登場までの登場人物。

#### 船虫
- ふなむし

行く先々で八犬士達を阻む悪女。
はじめは武蔵において盗賊・並四郎の妻として犬田小文吾の前に現れる。並四郎は小文吾を殺そうとして返り討ちに遭う。船虫は夫の狼藉を悲しみながら、せめてもの詫びにと一節切の尺八（実は名笛嵐山）を小文吾に渡したが、この殊勝な振る舞いは罠であり、船虫は小文吾を窃盗犯として千葉家の眼代に突き出した。尺八は、かつて失われた千葉家代々の家宝、名笛嵐山であった。しかし、小文吾は尺八を一度は受け取ったものの、尺八が価値あるものと思い、船虫の留守中にそっと戸棚へと返していた。小文吾の疑いは晴れ、船虫が捕らえられるが、千葉家家老・馬加大記こそがかつて船虫夫妻に嵐山を盗ませた黒幕であり、船虫は逃がされる。
ついで偽赤岩一角の後妻として下野赤岩に現れ、義理の子である犬村大角を苦しめた。
その後、越後に逃れて山賊の妻となっていたところ犬田小文吾と遭遇し、その命を狙うが小文吾と荘助によって阻まれる。
最後は武蔵で辻君となり強盗殺人を犯していたところを、管領との戦い前夜の六犬士（毛野・親兵衛を除く）に捕捉され、その悪行の報いを受けさせられる。

#### 石亀屋次団太
- いしかめや じだんた

越後小千谷の旅籠の主。土地の顔役で、小文吾を歓待した。のちに子分の一人と妻の裏切りに遭い越後を追われ、諸国を流浪するが、犬江親兵衛と知り合って里見家に従う。

#### 氷垣残三
- 氷垣 残三 夏行（ひがき ざんぞう なつゆき）

武蔵穂北（地理的には保木間に比定されている）の郷士。もとは結城合戦の参加者。娘重戸（おもと）の婿で豊島遺臣である落鮎余之七有種（おちあゆ よのしち ありたね）とともに、管領家の勢力圏内で自治空間を築いている。はじめ現八と大角を盗賊と間違えて捕らえたが、伏姫の加護と聡明な重戸の判断により現八と大角は脱出、信乃・道節と邂逅して真犯人を捕らえ疑いを晴らした。この縁によって穂北郷は犬士の拠点となり、郷民は管領との戦いの際の戦力となった。なお、有種と重戸の娘婿に犬山道節の次男・落鮎余之八有与（おちあゆ よのはち ありとも）がいる。

### 物語後半の登場人物

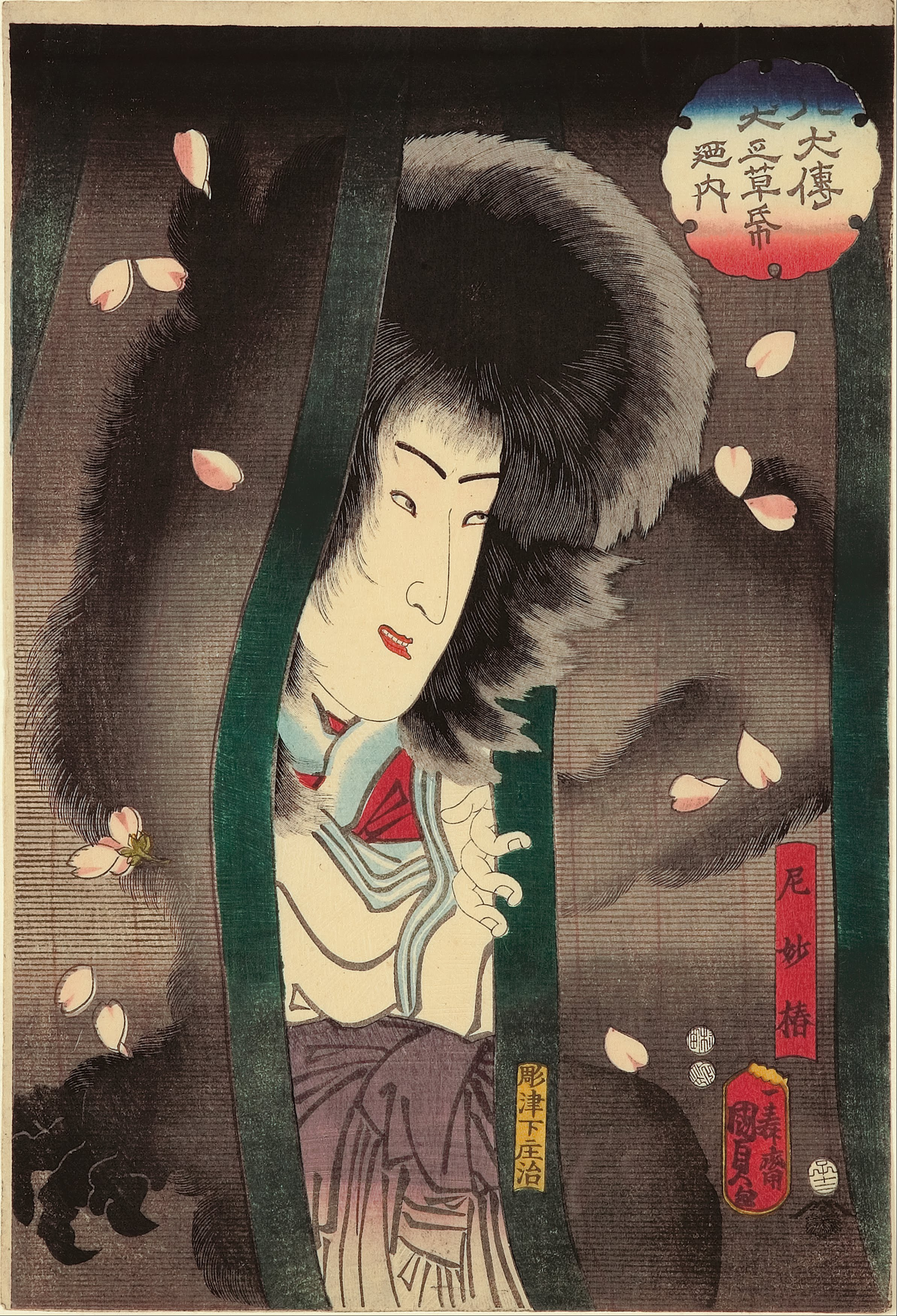
2代目歌川国貞「八犬伝犬之草紙之内・尼妙椿」

犬江親兵衛再登場後の主要登場人物。蟇田素藤の叛乱、親兵衛の京都物語、関東大戦（対管領戦）および大団円に関連する。

#### 蟇田素藤
- 蟇田 権頭 素藤（ひきた ごんのかみ もとふじ）

上総館山城主（安房館山城ではない）。もともとは伊吹山の山賊の息子で、父親が刑死したため上総へ逃走。幸運と策謀によって館山城主に成り上がる。妙椿の幻術によって見せられた浜路姫の姿に一目惚れし、里見家との縁組を願うが拒絶され、里見家の御曹司・義通を誘拐して兵を起こすが、親兵衛によってたちまち捕らえられる。一度は解放されたものの、妙椿の助力を得、里見家から親兵衛を遠ざけて館山城を再奪取した。しかし、帰還した親兵衛によって討たれた。

#### 妙椿
- みょうちん

数々の妖術を操る八百比丘尼。蟇田素藤と夫婦になって彼を助け、里見家を苦しめる。正体は昔、犬の八房を育てた富山の牝狸。玉梓の霊が取り憑いており、恨みをその身に残す。

#### 政木大全
- 政木 大全 孝嗣（まさき だいぜん たかつぐ）
- 初登場時の名は河鯉佐太郎孝嗣（かわごい すけたろう たかつぐ）

扇谷家重臣・河鯉守如の息子。七犬士の前に父と蟹目前の死を伝えに現れた。七犬士たちからは「我們と同因果の天縁約束あるものならば、犬士の隊に入るべき」と評されており、準犬士と位置づけられている。父親の後を継いで扇谷家に忠義を尽くそうとするが、奸臣たちの讒言により殺されそうになった。危ういところを政木狐に助けられ、犬江親兵衛に誘われて里見家のために働くことになり、名も政木狐にちなんで政木大全と改めた。関東大戦後の「大団円」で上総大田木城（大多喜城）主となる。また、里見家と縁続きである真里谷家出身の葛羅姫と結婚した。
その系譜は史実の安房正木氏（史実では扇谷家の重臣であった三浦氏の末裔とする伝承を持ち、代々の当主が「正木大膳」を称した）に結び付けられている。後日譚として子孫・政木大全時綱の武勇と叛乱（ただし軍記物に基づくものであり、史実の正木通綱・正木時茂・正木憲時らの事跡が混交されている）が語られている。

#### 政木狐
- まさきぎつね

千年近く生きた雌の老狐。忍岡城（地理的には上野山）の城代を勤めていた河鯉守如に恩を受けたことがある。河鯉佐太郎（のちの孝嗣）の乳母である政木を誤って殺したため、彼女に成り代わって乳母となったが、うたた寝中に正体を現してしまったため姿を消した。その後、不忍池のほとりで茶店を開いて旅人を助け、功徳を積んで九尾の狐となった。河鯉孝嗣の処刑の場に箙大刀自に化けてあらわれ、処刑を中止させた。これにより千人の命を救った狐が変じる「狐竜」となり、親兵衛と孝嗣が見守る前で昇天した。後年、狐竜としての天命を全うし、化石となって上総国に墜落する。
『八犬伝』において九尾の狐は神獣としての登場である。馬琴は政木狐の口を借りて、狐が元来瑞獣であること、『封神演義』やそれに影響された玉藻前の妖獣イメージが「誤り」であることを考証している。

#### 徳用
- とくよう

結城の名刹・逸匹寺の住職。管領細河家の執事・香西復六時長（こうざい またろく ときなが　→史実：香西元長）の子で、細河政元とは乳兄弟にあたる。少年時に人を殺し、出家するという条件で釈放された過去があり、素行が悪い。里見家主催の結城の法要で呼ばれなかったことに腹を立て八犬士たちを襲撃した。その後は京都に舞い戻り、細河政元に里見家を讒訴、京に上った犬江親兵衛と対決する。

#### 細河政元
- 細河 左京兆 政元（ほそかわ さけいちょう まさもと）。
- 史実の細川政元。

室町幕府の実権を握る管領。乳兄弟の徳用から里見家謀叛の疑惑を吹き込まれ、上洛してきた犬江親兵衛を抑留する。疑惑を調査して徳用の讒言を退けてはいるが、男色家で、文武と美貌に秀でた親兵衛に惚れ込んだために安房に帰ることを許さなかった。決して瞳を描き入れてはならないとされた巨勢金岡の虎の絵が持ち込まれると、強いて瞳を描きいれさせてこれを実体化させ、京に虎騒動を引き起こす。事態の収拾ができず、帰国を認める代わりに親兵衛に虎退治をさせる。
虎退治を終えてそのまま帰国をはかる親兵衛と、親兵衛を大津まで追いかけた政元のやり取りは、『三国志演義』の関羽と曹操のやりとりに由来する。虎騒動が原因で管領を辞職するがのち復帰。家宰・香西復六との関係が悪化し、討たれる（→史実：永正の錯乱）。